# オードリー・ヘプバーン

ヘプバーンのサイン

オードリー・ヘプバーン（英: Audrey Hepburn、1929年5月4日 - 1993年1月20日）は、イギリス人女優。ヘップバーンとも表記される。ハリウッド黄金時代に活躍した女優で、映画界ならびにファッション界のアイコンとして知られる。アメリカン・フィルム・インスティチュート (AFI) の「最も偉大な女優50選」では第3位にランクインし、インターナショナル・ベスト・ドレッサーに殿堂入りしている。
ブリュッセルのイクセルで生まれ、幼少期をベルギー、イングランドで過ごした。オランダにも居住した経験があり、第二次世界大戦中にはドイツ軍が占領していたオランダのアーネムに住んでいたこともあった。古い資料の一部に本名を「エッダ・ファン・ヘームストラ」とするものがある。これは、戦時中にドイツ軍占領下にあったオランダで、「オードリー」の名があまりにイギリス風であることを心配した母・エラが、自らの証明書の1つに手を加えた（EllaをEddaとした）偽名である。5歳ごろからバレエを初め、アムステルダムではソニア・ガスケルのもとでバレエを習い、1948年にはマリー・ランバートにバレエを学ぶためにロンドンへと渡って、ウエスト・エンドで舞台に立った経験がある。
イギリスで数本の映画に出演した後に、1951年のブロードウェイ舞台作品『ジジ』で主役を演じ、1953年には『ローマの休日』でアカデミー主演女優賞を獲得した。その後も『麗しのサブリナ』（1954年）、『尼僧物語』（1959年）、『ティファニーで朝食を』（1961年）、『シャレード』（1963年）、『マイ・フェア・レディ』（1964年）、『暗くなるまで待って』（1967年）などの人気作、話題作に出演している。女優としてのヘプバーンは、映画作品ではアカデミー賞のほかに、ゴールデングローブ賞、英国アカデミー賞を受賞し、舞台作品では1954年のブロードウェイ舞台作品であるオンディーヌでトニー賞 演劇主演女優賞を受賞している。ヘプバーンは死後にグラミー賞とエミー賞も受賞しており、アカデミー賞、エミー賞、グラミー賞、トニー賞の受賞経験を持つ数少ない人物の一人となっている。
70年代以降ヘプバーンはたまに映画に出演するだけで、後半生の多くの時間を国際連合児童基金（ユニセフ）の仕事に捧げた。ユニセフ親善大使として1988年から1992年にはアフリカ、南米、アジアの恵まれない人々への援助活動に献身している。1992年終わりにアメリカ合衆国で文民の最高勲章である大統領自由勲章を授与されたが受勲一か月後の1993年に、ヘプバーンはスイスの自宅で虫垂癌により63歳で死去した。

## 前半生
ヘプバーンは、1929年5月4日にベルギーの首都ブリュッセルのイクセルに生まれ、オードリー・キャスリーン・ラストンと名付けられた。
父親はオーストリア・ハンガリー帝国ボヘミアのウジツェ出身のジョゼフ・ヴィクター・アンソニー・ラストン（1889年 - 1980年）である。ジョゼフの母親はオーストリア系で、父親はイギリス、オーストリア系だった。ジョゼフはヘプバーンの母エラと再婚する以前に、オランダ領東インドで知り合ったオランダ人女性と結婚していたことがある。ジョゼフはヘプバーンの各伝記によって銀行家など様々な職業にされているが、実際は一度もまともに職業に就いたことはない。趣味は一流で13か国語の話者であった。
ヘプバーンの母エラ・ファン・ヘームストラ（1900年 - 1984年）はバロネスの称号を持つオランダ貴族だった。エラの父親は男爵アールノート・ファン・ヘームストラで、1910年から1920年にかけてアーネム市長を、1921年から1928年にかけてスリナム総督を務めた政治家である。エラの母親もオランダ貴族の出身だった。エラは19歳のときに、ナイト爵位を持つヘンドリク・グスターフ・アドルフ・クアレス・ファン・ユフォルトと結婚したが、1925年に離婚している。エラとヘンドリクの間には、ヘプバーンの異父兄のアールノート・ロベルト・アレクサンデル・クアレス・ファン・ユフォルト（1920年 - 1979年）と、イアン・エドハル・ブルーセ・クアレス・ファン・ユフォルト（1924年 - 2010年）の二人の男子が生まれている。
ジョゼフとエラは、1926年9月にバタヴィア（現・ジャカルタ）で結婚式を挙げた。その後二人はイギリスの生活を経てベルギーのイクセルへ移住し、1929年にオードリー・ヘプバーンが生まれた。一家は1932年1月にリンケベークへと移住している。ヘプバーンはベルギーで生まれたが、父ジョゼフの家系を通じてイギリス国籍を持っていた。
結婚後、家系図マニアだったエラは、ジョゼフの祖父（ヘプバーンの曽祖父）の妻にスコットランド女王メアリの3番目の夫である第4代ボスウェル伯ジェームズ・ヘプバーンの末裔がいるのを発見し、それを機にヘプバーン＝ラストンを公式に使用するようになった。そのためオードリーの戸籍上でもヘプバーンが足されることになった。1948年、ハーグの英国大使館にて発行されたヘプバーンの身分証明には“オードリー・ヘプバーン＝ラストン”と書かれており、1982年以降のパスポートにはオードリー・K・ヘプバーンと書かれている。ジョゼフもオードリーも死ぬまで自分がヘプバーン家の血をひいていると信じていたが、オードリーの従兄弟の調べたところによるとジョゼフの父は祖父の2番目の妻の子供であったため、ヘプバーン家の血は本当は入っていないと書かれている伝記もある。

### 幼少時代
ヘプバーンの両親は1930年代にイギリスファシスト連合に参加し、父ジョゼフは過激なナチズムの信奉者となり、1935年5月に家庭を捨てて出て行った。1939年6月、正式に離婚が成立している。ジョゼフはイギリスに渡り、戦争が始まると逮捕されマン島で過ごした。その後1960年代になってから、当時の夫メル・ファーラーの尽力でヘプバーンは赤十字社の活動を通じて父ジョゼフとダブリンで再会することができた。その後もスイスの自宅で会っている。
ヘプバーンはジョゼフが死去するまで連絡を保ち、経済的な援助を続けている。ジョゼフは愛情を表現できない人物であったが、1980年、ジョゼフが危篤状態になったとき、再度ダブリンを訪れたヘプバーンには話さなかったものの、同行したロバート・ウォルダーズに娘オードリーのことを大事に思っている、父親らしいことをしなかったことを後悔している、そして娘を誇りに思っていると伝えた。
ジョゼフが家庭を捨てた後、1935年にエラは子供たちと故郷のアーネムへと戻った。このときエラの最初の夫との間の息子たちは、母エラと暮らしていたが、デン・ハーグにいる父親のもとで過ごすことも多かった。1937年に幼いヘプバーンはイギリスのケントへと移住した。ヘプバーンはイーラム (Elham) 村の小さな私立女学校に入学し、バレエのレッスンにも通い始めた。

### 第二次世界大戦期の少女時代
第二次世界大戦が勃発する直前の1939年前半に、母エラは再度アーネムへの帰郷を決めた。オランダは第一次世界大戦では中立国であり、再び起ころうとしていた世界大戦でも中立を保ち、ドイツからの侵略を免れることができると思われていたためである。ヘプバーンは公立学校に編入し、1941年からはアーネム音楽院に通いウィニャ・マローヴァのもとでバレエを学んだ。1940年にドイツがオランダに侵攻し、ドイツ占領下のオランダでは、オードリーという「イギリス風の響きを持つ」名は危険だと母エラは考え、ヘプバーンはエッダ・ファン・ヘームストラと偽名を名乗った。
1942年に、母エラの姉ミーシェと結婚していたヘプバーンお気に入りの貴族の伯父オットー・ファン・リンブルク＝シュティルムが、反ドイツのレジスタンス運動に関係したとして処刑された。ヘプバーンの異父兄イアンは国外追放を受けてベルリンの強制労働収容所に収監されており、もう一人の異父兄アレクサンデルも弟イアンと同様に強制労働収容所に送られるところだったが、捕まる前に身を隠している。
オットーが処刑された後に、エラ、ヘプバーン母娘と夫を亡くしたミーシェは、ヘプバーンの祖父アールノート・ファン・ヘームストラとともに、ヘルダーラントのフェルプ近郊へと身を寄せた。後にヘプバーンは回顧インタビューで「駅で貨車に詰め込まれて輸送されるユダヤ人たちを何度も目にしました。とくにはっきりと覚えているのが一人の少年です。青白い顔色と透き通るような金髪で、両親と共に駅のプラットフォームに立ち尽くしていました。そして、身の丈にあわない大きすぎるコートを身につけたその少年は列車の中へと呑み込まれていきました。そのときの私は少年を見届けることしか出来ない無力な子供だったのです」と語っている。
1943年ごろには、ヘプバーンはオランダの反ドイツレジスタンスのために、秘密裏にバレエの公演を行って資金稼ぎに協力していた。ヘプバーンはこのときのことを「私の踊りが終わるまで物音ひとつ立てることのない最高の観客でした」と振り返っている。連合国軍がノルマンディーに上陸しても一家の生活状況は好転せず、アーネムは連合国軍によるマーケット・ガーデン作戦の砲撃にさらされ続けた。当時のオランダの食料、燃料不足は深刻なものとなっていた。1944年にオランダ大飢饉が発生したときも、ドイツ占領下のオランダで起こった鉄道破壊などのレジスタンスによる妨害工作の報復として、物資の補給路はドイツ軍によって断たれたままだった。飢えと寒さによる死者が続出し、ヘプバーンたちはチューリップの球根を食べて飢えをしのぐ有様だった。当時のヘプバーンは何もすることがなければ絵を描いていたことがあり、少女時代のヘプバーンの絵が今も残されている。
大戦中にヘプバーンは栄養失調に苦しみ、戦況が好転し1945年5月にオランダが解放された時には貧血、喘息、黄疸、水腫にかかっていた。ヘプバーンの回復を助けたのは、ユニセフの前身の連合国救済復興機関（UNRRA）から届いた食料と医薬品だった。ヘプバーンは後年に受けたインタビューの中で、このときに配給された物資から、砂糖を入れすぎたオートミールとコンデンスミルクを一度に平らげたおかげで激しく吐いてしまい、もう体が食べ物を受け付けなくなったと振り返っている。そして、ヘプバーンが少女時代に受けたこれらの戦争体験が、後年のユニセフへの献身につながったといえる。

## 女優業

### キャリア初期
1945年の第二次世界大戦終結後に兄2人が帰ってきて独立すると、10月に母エラとオードリーはアムステルダムへと移住した。アムステルダムでヘプバーンは3年にわたってソニア・ガスケルにバレエを学び、オランダでも有数のバレリーナとなっていった。1948年にヘプバーンは初めて映像作品に出演している。教育用の旅行フィルム『オランダの七つの教訓』で、ヘプバーンの役どころはオランダ航空のスチュワーデスだった。オランダでのバレエの師ガスケルからの紹介で、1948年にヘプバーンは母親と共にロンドンへと渡り、イギリスのバレエ界で活躍していたユダヤ系ポーランド人の舞踊家マリー・ランバートが主宰するランバート・バレエ団で学んだ。ヘプバーンが自身の将来の展望を尋ねたときに、ランバートはヘプバーンが優秀で、セカンド・バレリーナとしてキャリアを積める、この学校で教えていくことで生活もできる、と答えた。ただし170cmの高身長と、体格や筋肉を形成する成長期に第二次世界大戦下で十分な栄養が摂れず、練習も満足にできなかったことから、ヘプバーンがプリマ・バレリーナになることは難しいと言われている。ヘプバーンのバレリーナへの夢はこの時に潰え、演劇の世界で生きていくことを決心した。
ヘプバーンが出演した舞台劇として、ロンドンのロンドン・ヒッポドローム劇場で上演された『ハイ・ボタン・シューズ』（1948年）、ウエスト・エンドのケンブリッジ・シアターで上演されたセシル・ランドーの『ソース・タルタル』（1949年）と『ソース・ピカンテ』（1950年）がある。舞台に立つようになってから、ヘプバーンは自身の声質が舞台女優としては弱いことに気付き、高名な舞台俳優フェリックス・エイルマーのもとで発声の訓練を受けたことがある。『ソース・ピカンテ』の出演時に、イギリスの映画会社アソシエイテッド・ブリティッシュ・ピクチュア・コーポレーションの配役担当者に認められたヘプバーンは、フリーランスの女優としてイギリスの映画俳優リストに登録されたが、依然としてウエスト・エンドの舞台にも立っていた。1950年に映画に出演するようになり、『素晴らしき遺産』、『若気のいたり』、『ラベンダー・ヒル・モブ』、『若妻物語』といった作品が1951年に公開された。1951年2月にはソロルド・ディキンスンの監督作品『初恋』に、主人公の妹役で出演した。ヘプバーンは1952年に公開されたこの映画で優れた才能を持つバレリーナを演じており、バレエのシーンではヘプバーンが踊っている姿を見ることができる。
1951年にヘプバーンはフランス語と英語で撮影される『モンテカルロへ行こう』への出演依頼を受け、フランスのリヴィエラでの撮影ロケに参加した。この現場に、当時自身が書いたブロードウェイ戯曲『ジジ』の主役・ジジを演じる女優を探していたフランス人女流作家シドニー＝ガブリエル・コレットが訪れた。そしてコレットがヘプバーンを見て「私のジジを見つけたわ！」と言ったという有名なエピソードがある。
『ジジ』出演決定後、同時期にパラマウントの英国の制作部長の推薦で『ローマの休日』の王女役のテストが行われることになった。ベッドで寝ているシーンを撮り、「カット」の声がかかった後に起き上がったヘプバーンだが、実はまだカメラは回っていた。そこで見せた笑顔と反応を見た監督ウィリアム・ワイラーとパラマウント本社はヘプバーンを王女役に決定した。ヘプバーンは映画撮影の合間には舞台やテレビ出演も認める条件でパラマウント映画社と契約した。
『ジジ』は3回の試演の後、1951年11月24日にブロードウェイのフルトン・シアターで初演を迎えたが、批評は絶賛の嵐だった。劇場入り口には「『ジジ』 出演オードリー・ヘプバーン」と掲出されていたが、公演1週間後には「オードリー・ヘプバーン主演の『ジジ』」に改められた。『ジジ』の総公演回数は219回を数え、1952年5月31日に千秋楽を迎えた。ヘプバーンはこのジジ役で、ブロードウェイ、オフ・ブロードウェイで初舞台を踏んだ優れた舞台俳優に贈られるシアター・ワールド・アワードを受賞している。『ローマの休日』撮影終了後、『ジジ』は1952年10月13日のピッツバーグ公演を皮切りにアメリカ各地を巡業し、1953年5月16日のサンフランシスコ公演を最後に、ボストン、クリーヴランド、シカゴ、デトロイト、ワシントン、ロサンゼルスで上演された。

### 『ローマの休日』

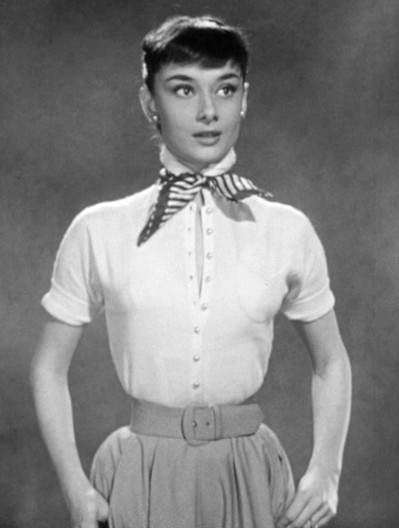
『ローマの休日』の衣装のテスト時のヘプバーン（1952年）。この写真は映画の宣伝素材としても使用された。

1952年夏に撮影が始まったアメリカ映画『ローマの休日』（公開は1953年）で、ヘプバーンは初の主役を射止めた。『ローマの休日』はイタリアのローマを舞台とした作品で、ヘプバーンは王族としての窮屈な暮らしから逃げ出し、グレゴリー・ペックが演じたアメリカ人新聞記者と恋に落ちるヨーロッパ某国の王女アンを演じた。『ローマの休日』の製作者は、当初アン王女役にエリザベス・テイラーやジーン・シモンズを望んでいたが、どちらも出演できなかった。
製作当初は、主演としてグレゴリー・ペックの名前が作品タイトルの前に表示され、ヘプバーンの名前はタイトルの後に共演として載る予定だった。しかしペックは撮影が始まってすぐに自分のエージェントに問い合わせ、自分と対等にするように要求。エージェントもスタジオも最初は渋ったが、ペックは「後で恥をかく。彼女は初めての主演でアカデミー賞を手にするぞ」と主張、ヘプバーンの名前は作品タイトルが表示される前に、ペックの名前と同じ主演として表示することになった。各国のポスターなどの宣材でもペックと同等の扱いになった。
『ニューヨーク・タイムズ』では「このイギリスの女優はスリムで妖精のようで、物思いに沈んだ美しさを持ち、反面堂々としていて、新しく見つけた単純な喜びや愛情に心から感動する無邪気さも兼ね備えている。恋の終わりに勇敢にも謝意を表した笑顔を見せるが、彼女の厳格な将来に立ち向かって気の毒なくらい寂しそうな姿が目に残る」と評されている。ヘプバーンの人気は高まり、1953年9月に『タイム』誌、12月には『LIFE』誌とアメリカのメジャー誌の表紙を飾った。『ローマの休日』のヘプバーンは評論家からも大衆からも絶賛され、アカデミー主演女優賞のほかに、英国アカデミー最優秀主演英国女優賞、ゴールデングローブ主演女優賞をヘプバーンにもたらした。

### 『麗しのサブリナ』

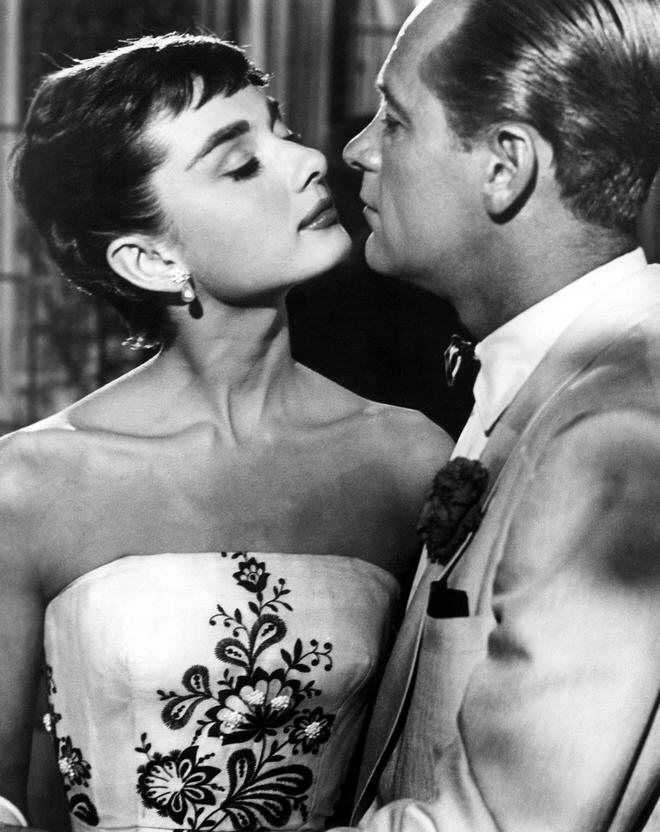
ウィリアム・ホールデンと共演した『麗しのサブリナ』（1954年公開）。

『ローマの休日』で大成功を収めたヘプバーンは、続いてビリー・ワイルダー監督の『麗しのサブリナ』に出演した。1953年に撮影され、1954年に公開されたこの作品は、お抱え運転手の娘で美しく成長したヘプバーン演じるサブリナが、ハンフリー・ボガートとウィリアム・ホールデンが演じる富豪の兄弟の間で心が揺れ動く物語である。『ニューヨーク・タイムズ』紙では「彼女はその華奢な身体から限りなく豊かな感情と動作を生み出せる女性だ。彼女は昨年の王女役よりもこの役の方がはるかに光り輝いている」と評された。ヘプバーンはこのサブリナ役でアカデミー主演女優賞にノミネートされ、英国アカデミー賞最優秀主演英国女優賞を受賞した。
『麗しのサブリナ』が公開された1954年には、ブロードウェイの舞台作品『オンディーヌ』でメル・ファーラーと共演した。ヘプバーンはそのしなやかな痩身を活かして水の精オンディーヌを演じ、ファーラー演じる人間の騎士ハンスとの恋愛悲劇を繰り広げた。この作品について『ニューヨーク・タイムズ』は彼女には「魔力」があり、「熱狂するほど美しい」と評した。
そしてヘプバーンは『オンディーヌ』で1954年のトニー賞 演劇主演女優賞を受賞した。同じ年には前年の『ローマの休日』でアカデミー主演女優賞を獲得しており、ヘプバーンはシャーリー・ブースに次いで2番目のトニー賞とアカデミー賞のダブル同年受賞者になった。（その後、1974年にエレン・バースティンも受賞して3人になった。2013年現在）。『オンディーヌ』で共演したヘプバーンとファーラーは、1954年9月25日にスイスで結婚式を挙げ、二人の結婚は14年間続いた。
ヘプバーンは1955年にはゴールデングローブ賞の「世界でもっとも好かれた女優賞」を受賞し、ファッション界にも大きな影響力を持つようになった。

### 『パリの恋人』と『昼下りの情事』

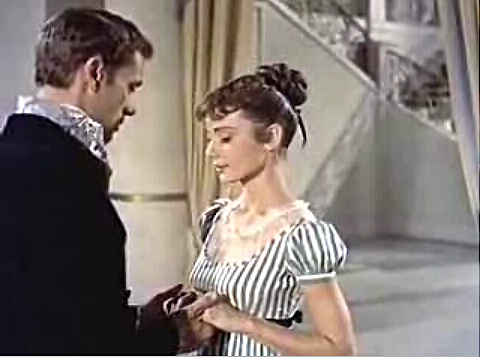
『戦争と平和』のヘプバーン。1956年公開。

ヘプバーンはハリウッドでもっとも集客力のある女優のひとりとなり、10年間にわたって話題作、人気作に出演するスター女優であり続けた。ヘンリー・フォンダ、夫メル・ファーラーらと共演した、ロシアの文豪レフ・トルストイの作品を原作とした1955年撮影の3時間28分の超大作『戦争と平和』（公開は1956年）のナターシャ・ロストワ役で、英国アカデミー賞とゴールデングローブ賞にノミネートされている。
1956年にはバレエで鍛えた踊りの能力を活かした最初のミュージカル映画『パリの恋人』に出演した。ヘプバーンはパリ旅行に誘い出された本屋の店員ジョー役で、フレッド・アステア演じるファッション・カメラマンに見出されて美しいモデルになっていく物語である。
この年には『昼下りの情事』にも出演しており、ゲイリー・クーパーやモーリス・シュヴァリエと共演した。こちらはゴールデン・ローレル賞の最優秀女性コメディ演技賞を受賞し、ゴールデングローブ賞にもノミネートされている。どちらも1957年に公開された。
1957年にはヘプバーンは映画出演を一切しておらず、唯一2月にテレビ映画『マイヤーリング』にのみ夫メル・ファーラーと共に出演している。
ヘプバーンは、1957年にアンネ・フランクの『アンネの日記』を題材とした映画作品への出演依頼を受けた。監督のジョージ・スティーヴンスの頼みでアンネの父、オットー・フランクが出演を説得するためにオードリーに会いに来たが、アンネと同年の生まれであるヘプバーンはアンネ役を引き受けることが「戦時中の記憶に戻るのが辛すぎる」さらに「アンネの一生と死を出演料や名誉で自分の利益とするために利用する気になれない」として断っている。最終的に映画のアンネ役はミリー・パーキンスが演じた。

### 『尼僧物語』

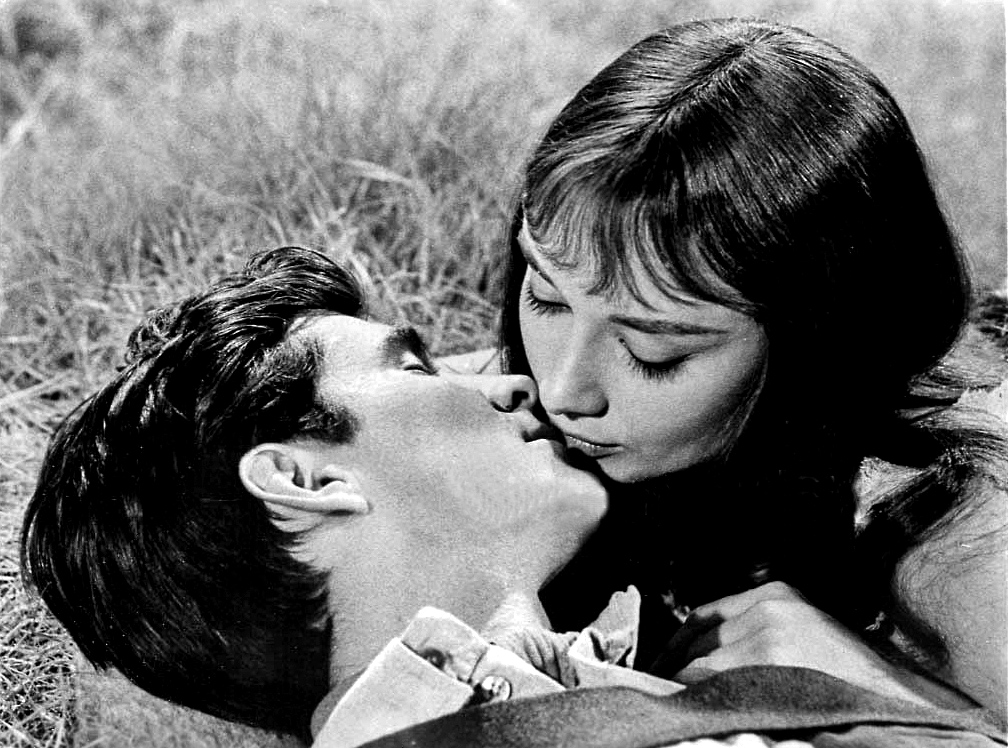
『緑の館』のヘプバーンとアンソニー・パーキンス。1959年公開。

1958年に入るとピーター・フィンチと共演した『尼僧物語』に出演する（公開は1959年）。この映画では心の葛藤に悩む修道女ルークを演じた。ヘプバーンは撮影前のキャラクターの準備のために、実際に修道院で数日過ごした。『バラエティ』誌は「彼女としては最高の演技を見せてくれた」と評し、『フィルムズ・イン・レビュー』誌はヘプバーンの演技が「映画界でも最も優れた演技である」と評した。公開されるとワーナー・ブラザーズ映画史上最大のヒットとなった。ヘプバーンはこのルーク役で3度目となるアカデミー主演女優賞にノミネートされ、英国アカデミー賞 最優秀主演英国女優賞を獲得した。他にゴールデングローブ賞にもノミネートされている。
ヘプバーンは『尼僧物語』に続いて同じく1958年に『緑の館』に出演した（公開は1959年）。この作品でヘプバーンは、アンソニー・パーキンス演じるベネズエラ人アベルと恋に落ちる、密林で暮らす妖精のような少女リーマを演じた。監督は当時ヘプバーンの夫であったメル・ファーラーだった。
1959年にはヘプバーンが出演した唯一の西部劇『許されざる者』（公開は1960年）でレイチェル役を演じた。レイチェルはバート・ランカスターやリリアン・ギッシュが演じる家族に育てられたカイオワ族の娘で、取り戻しに来たカイオワ族と育ての家族の間で苦悩する役である。

### 『ティファニーで朝食を』

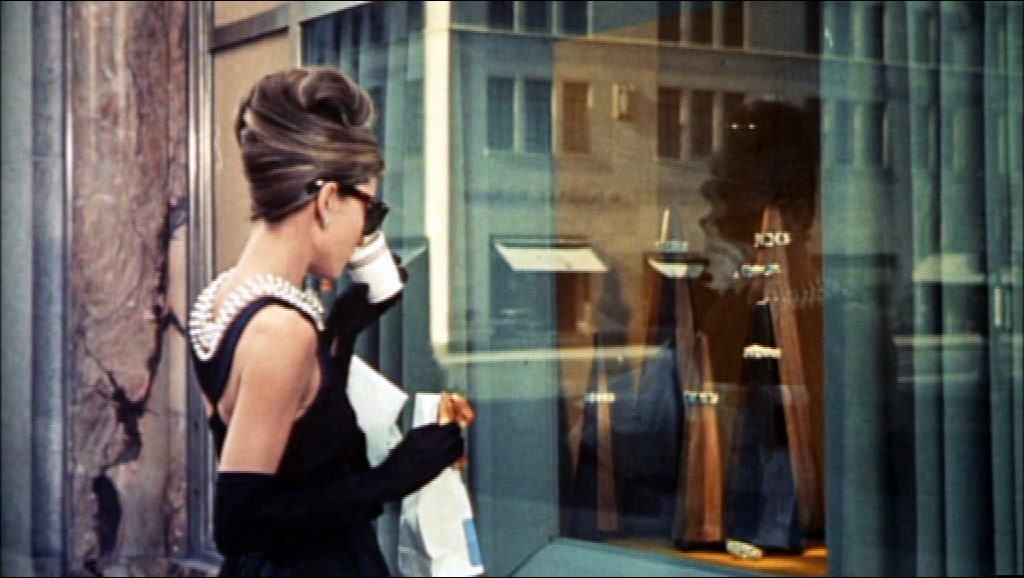
『ティファニーで朝食を』のオープニング・シーン。ヘプバーンが着用している黒のドレスはユベール・ド・ジバンシィがデザインしたものである。

ファーラーとの間の長男ショーンが生まれた3か月後の1960年10月に、ヘプバーンはブレイク・エドワーズの監督作品『ティファニーで朝食を』に出演した（公開は1961年）。この映画はアメリカ人小説家トルーマン・カポーティの同名の小説を原作としているが、原作からは大きく内容が変更されて映画化されている。カポーティは失望し、主役の気まぐれな娼婦ホリー・ゴライトリーを演じたヘプバーンのことも「ひどいミスキャストだ」と公言した。これは、カポーティがホリー役にはマリリン・モンローが適役だと考えていたためだった。ヘプバーンは撮影前には「この役に必要なのはとても外交的な性格だけど、私は内向的な人間だから」と自分のエージェントに不安を語っている。
映画のヘプバーンは高く評価されて1961年度のアカデミー主演女優賞とゴールデングローブ賞にノミネートされた。このホリー・ゴライトリーはヘプバーンを代表する役と言われることも多く、清純派であったヘプバーンが清純でないホリーを演じて以来、映画の中の女性像が変わったと言われている。『ティファニーで朝食を』の冒頭シーンで、ヘプバーンが身にまとっているジバンシィがデザインしたリトルブラックドレス（シンプルな黒のカクテルドレス） は、20世紀のファッション史を代表するリトルブラックドレスであるだけでなく、おそらく史上最も有名なドレスだと言われている。

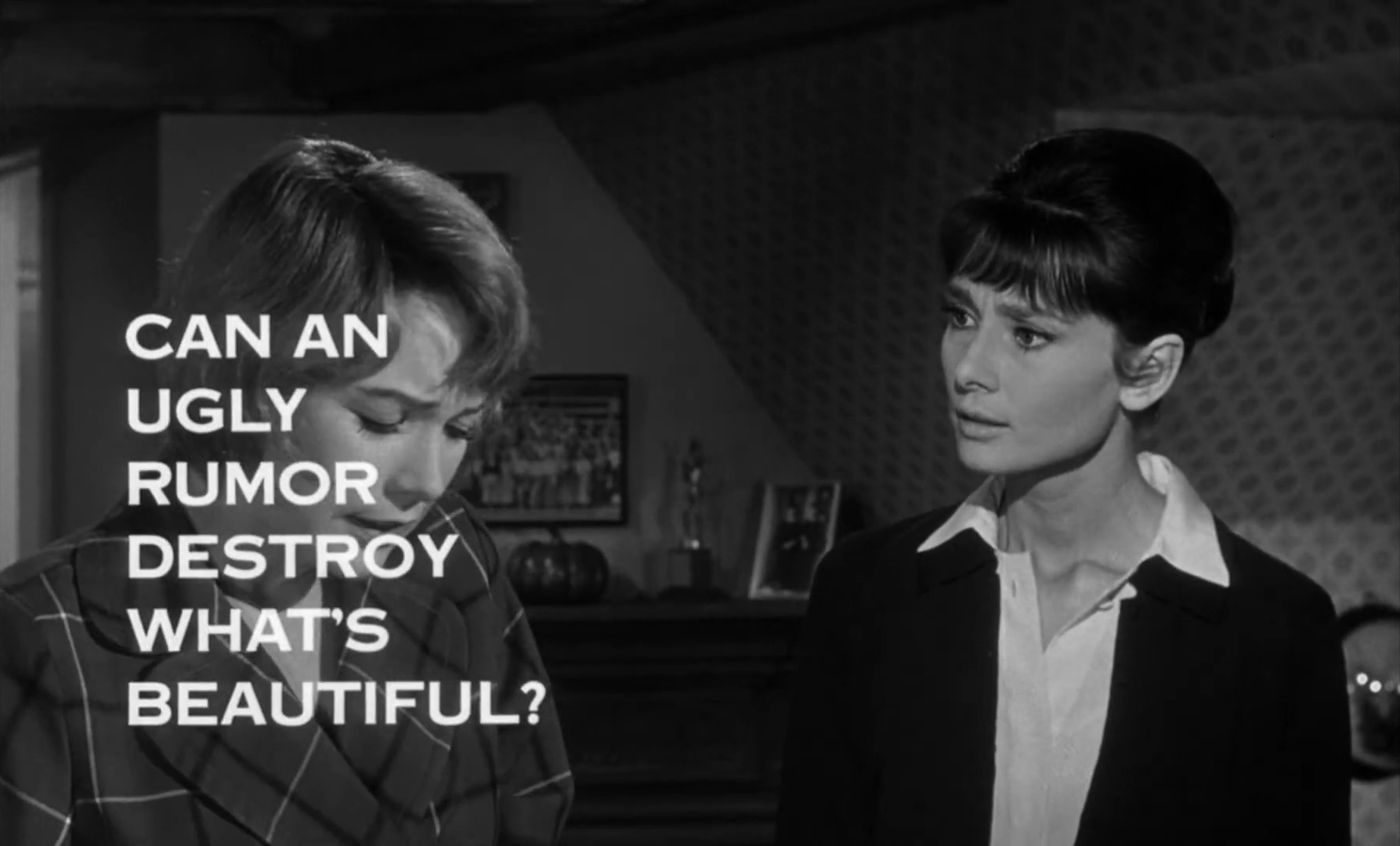
『噂の二人』（1961年）の予告編のシャーリー・マクレーンとヘプバーン。

ヘプバーンは1961年のウィリアム・ワイラー監督作品『噂の二人』で、シャーリー・マクレーン、ジェームズ・ガーナーと共演した。『噂の二人』はレズビアンをテーマとした作品で、ヘプバーンとマクレーンが演じる女教師が、学校の生徒に二人がレズビアンの関係にあると噂を流されてトラブルとなっていく物語だった。アメリカ映画協会が規則を改正し、レズビアンを取り上げた作品としてはハリウッドで最初の映画である。当時の保守的な社会的背景のためか、映画評論家はあら探しをするばかりであったが、『バラエティ』誌はヘプバーンの「柔らかな感性、深い心理描写と控えめな感情表現が見られる」と高く評価し、さらにヘプバーンとマクレーンを「互いを引き立てあう素晴らしい相手役」だと賞賛した。アカデミー賞にも5部門でノミネートされている。

### 『シャレード』

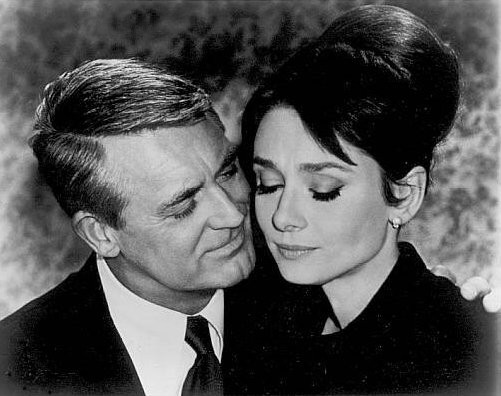
ケーリー・グラントと共演した『シャレード』（1963年公開）。

ヘプバーンは1962年に2本の映画を撮影した。1つ目は『パリで一緒に』で、『麗しのサブリナ』で共演したウィリアム・ホールデンと、9年ぶりにコンビを組んだ。パリで撮影されたこの作品は2年後の1964年に公開された。ヘプバーンの演技は「大げさに誇張された話のなかで、一服の清涼剤だった」と言われている。
後年のヘプバーンの伝記では、ホールデンがアルコール依存症になっていたことなどで撮影現場の雰囲気や状況が悪化し、撮影日数が遅れたと書かれている。しかし、撮影中に実際に現場にいて宣伝写真を撮っていたボブ・ウィロビーによると、監督、ホールデン、ヘプバーンが「この撮影を通して人生をエンジョイしていた」「このときのオードリーは最高の輝きを見せていた」と逆のことを述べている。ヘプバーン自身も息子ショーンに「パリで一緒に」の撮影はとても楽しかったと語っており、「映画を製作するときの体験とその出来栄えは関係ない」と述べている。
ヘプバーンは続いて『シャレード』でケーリー・グラントと共演した。ヘプバーンは、亡き夫が盗んだとされる金塊を求める複数の男たちに付け狙われる未亡人レジーナ・ランパートを演じている。かつてヘプバーンが主演した『麗しのサブリナ』と『昼下りの情事』の相手役にも目されていたグラントは撮影当時58歳で、年齢差がある当時33歳のヘプバーンを相手に恋愛劇を演じることに抵抗を感じていた。このようなグラントの意を汲んだ製作側は、ヘプバーンの方からグラントに心惹かれていく脚本に変更している。グラントはヘプバーン個人に対しては好印象を持っており、「クリスマスに欲しいものは、ヘプバーンと共演できる新しい作品だ」と語った。1963年に公開された時にヘプバーンはこの役で、三回目の英国アカデミー最優秀主演英国女優賞を獲得し、ゴールデングローブ賞にもノミネートされた。

### 『マイ・フェア・レディ』

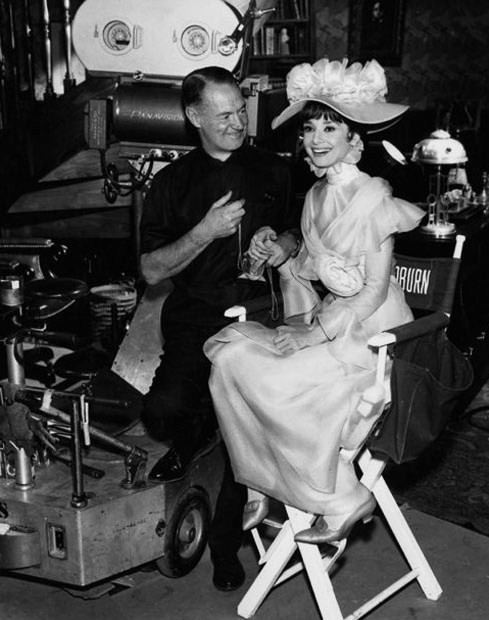
『マイ・フェア・レディ』（1964年公開）の撮影現場。左は撮影監督のハリー・ストラドリング。

1964年のミュージカル映画『マイ・フェア・レディ』（撮影は1963年）は、ジーン・リングゴールドが「『風と共に去りぬ』以来、これほど世界を熱狂させた映画はない」と1964年の『サウンドステージ』誌で絶賛した。ジョージ・キューカーが監督したこの作品は、同名の舞台ミュージカル『マイ・フェア・レディ』の映画化である。舞台でイライザ・ドゥーリトルを演じていたのはジュリー・アンドリュースだったが、製作のジャック・L・ワーナーがアンドリュースにスクリーン・テストを持ちかけたところ、アンドリュースは「スクリーン・テストですって？私があの役を立派にやれることを知っているはずよ」と拒否。ワーナーは「映画未経験の君のスクリーン写りを確かめる必要がある」と言ったが、アンドリュースはテストを断った。ジャック・L・ワーナーはワーナー映画史上最大の制作費1700万ドルを回収するために実績のあるヘプバーンを考えることとなった。イライザ役を持ちかけられたヘプバーンは、アンドリュースがイライザ役を自分のものにしているとして一旦断った。しかしジャック・L・ワーナーはアンドリュースに演じさせるつもりは無く、次はエリザベス・テイラーに役を回すとわかり、最終的にイライザ役を引き受けた。
ヘプバーンは以前出演したミュージカル映画『パリの恋人』で歌った経験があり、さらに『マイ・フェア・レディ』出演に備えて撮影3か月前の1963年5月から、撮影に入った後も毎日発声練習をこなしていた。ヘプバーンが歌う場面はマーニ・ニクソンによってある程度吹き換えられると聞いていたが、どの程度使われるのかはヘプバーンにもマーニ・ニクソンにも知らされていなかった。そのためヘプバーンはニクソンと一緒に録音スタジオに入り、歌い方のアドバイスも求めていた。撮影のかなり後半のインタビューでも「歌は私も全部録音しましたが、別にマーニ・ニクソンも吹き込んであるのです。どちらを使うかは会社が決めるでしょう」と答えている。しかし結局大部分の歌を吹き替えると知らされたヘプバーンは深く傷つき、「おお！」と一言だけ言ってセットから立ち去った。翌日になって戻ってきたヘプバーンはわがままな行動を全員に謝罪している。そして吹き替えも使うが、ヘプバーンの歌はできるだけ残すと約束したにも関わらず、最終的にはヘプバーンの歌が残っていたのは10パーセントほどだった。ヘプバーンの歌声が残されているのは「踊り明かそう」の一節、「今に見てろ」の前半と後半、「スペインの雨」での台詞と歌の掛け合い部分、「今に見てろ」のリプライズ全部である。
映画のプレミアの前からヘプバーンの声が吹き替えであることが外部に漏れたが、多くの評論家は『マイ・フェア・レディ』でのヘプバーンの演技を「最高」だと賞賛した。ボズリー・クロウザーは『ニューヨーク・タイムズ』紙で「『マイ・フェア・レディ』で最も素晴らしいことは、オードリー・ヘプバーンを主演にするジャック・L・ワーナーの決断が正しかったことを、ヘプバーン自身が最高のかたちで証明して見せたことだ」と評した。『サウンドステージ』誌のジーン・リングゴールドも「オードリー・ヘプバーンはすばらしい。彼女こそ現在のイライザだ」「ジュリー・アンドリュースがこの映画に出演しないのであれば、オードリー・ヘプバーン以外の選択肢はありえないという意見に反対するものは誰もいないだろう」とコメントしている。
ところが、ゴールデングローブ賞ではノミネートされたものの、第37回アカデミー賞のノミネートでは『マイ・フェア・レディ』はアカデミー賞に12部門でノミネートされたが、ヘプバーンは主演女優賞にノミネートすらされなかった。ヘプバーンはひどく落胆したが、ジュリー・アンドリュースにオスカーが取れるように祈ると祝辞を送っている。キャサリン・ヘプバーンはすぐオードリーに「ノミネートされなくても気にしないで。そのうち大したことのない役で候補に選ばれるから」と慰めの電報を送っている。ジュリー・アンドリュースや共演者レックス・ハリソンもヘプバーンはノミネートされるべきだった、ノミネートされなくて残念だと述べている。ノミネートされていなくても、ヘプバーンに投票しようと運動が起こっているが、結局その年の主演女優賞を獲得したのはミュージカル作品『メリー・ポピンズ』のジュリー・アンドリュースだった。ヘプバーンは後でアンドリュースにお祝いの花束を贈っている。『マイ・フェア・レディ』はその年最高の8部門でアカデミー賞を受賞した。
このような騒動はあったものの、大多数の観客はヘプバーンに満足しており、1993年にヘプバーンが亡くなった時にも『エンターテイメント・ウィークリー』誌が見出しに大きく「さようなら、フェア・レディ」と哀悼の意を表し、他にも似たような見出しが数多くみられた。

### 『いつも2人で』と『暗くなるまで待って』
ヘプバーンは1965年撮影のコメディ映画『おしゃれ泥棒』（公開は1966年）で、有名な美術コレクターだが実は所有しているのは全て偽物である贋作者の娘で、父親の悪事が露見することを恐れる娘ニコルを演じた。ニコルはピーター・オトゥール演じる探偵サイモン・デルモットに、相手が父親のことを調べている探偵だとは知らずに父親の悪事の隠蔽を依頼する役だった。
1967年には2本の映画が公開された。1966年に撮影された『いつも2人で』は、一組の夫婦の12年間の軌跡を、6つの時間軸を交錯させて描き出す映画である。監督のスタンリー・ドーネンは、「この作品は結婚の困難な一面を描いた作品だった。彼女の作品は恋の喜びを描いたものがほとんどだが、これはその後の試練を描いている」と語っている。そして撮影中のヘプバーンがそれまでになく快活で楽しそうに見えたと語り、共演したアルバート・フィニーのおかげだったと言っている。多くの人々は『いつも2人で』がヘプバーンの最高の演技であるとしている。
1967年公開のもう1本の映画が、サスペンススリラー映画『暗くなるまで待って』であり、ヘプバーンは脅迫を受ける盲目の女性を演じた。この『暗くなるまで待って』はヘプバーンとメル・ファーラーの別居直前に撮影された映画だった。ヘプバーンは撮影前にローザンヌの視覚障害者の訓練を専門にしている医師について勉強し、ニューヨークでは視覚障害者福祉施設（ライトハウス）で数日から数週間目隠しをして訓練をした。撮影中は午後四時になるとティー・ブレイクがあり、キャストやスタッフは和気藹々と撮影出来た。ただしヘプバーンの体重は撮影中に15ポンドも痩せてしまった。監督のテレンス・ヤングは「この役はオードリーがそれまでやった中で一番大変な役だった。あまりの辛さに一日ごとに体重が減っていくのが目に見えるようだった」と述べている。
ヘプバーンは68年に『いつも2人で』『暗くなるまで待って』それぞれでゴールデン・グローブ賞にノミネートされ、『暗くなるまで待って』では5回目のアカデミー主演女優賞にノミネートされている。

### 最後の映画作品
1967年に、ヘプバーンはハリウッドにおける15年間にわたる輝かしい経歴に区切りをつけ、家族との暮らしに時間を費やすことを決めた。その後ヘプバーンが映画への復帰を企図したのは1975年のことで、ショーン・コネリーと共演した歴史映画『ロビンとマリアン』（公開は1976年）への出演だった。映画の評価は高く、『ロビンとマリアン』はヘプバーンの才能にふさわしい最後の作品となったと評されている。
1979年にはサスペンス映画『華麗なる相続人』の主役エリザベス・ロフを演じた。この作品は『暗くなるまで待って』のテレンス・ヤング監督が、乗り気でないヘプバーンを説得してやっと出演が決まった。共演はベン・ギャザラ、ジェームズ・メイソン、ロミー・シュナイダーらだった。『華麗なる相続人』の原作はシドニー・シェルダンの小説『血族』で、シェルダンは映画化に当たり、ヘプバーンの実年齢にあわせてエリザベス・ロフを23歳から35歳の女性に書き直している。大富豪の一族を巡る国際的な陰謀や人間関係をテーマとした映画だったが、評論家からは酷評され、興行的にも失敗した。
ヘプバーンが映画で最後に主役を演じたのは、ピーター・ボグダノヴィッチが監督した1980年に撮影されたコメディ映画『ニューヨークの恋人たち』である。しかしながら、ボグダノヴィッチの交際相手でこの作品にも出演していたドロシー・ストラットンが、撮影終了数週間後に離婚寸前だった夫に1980年8月に殺害され、その上、配給を予定していた20世紀フォックスが出来上がりに不満を示し、ピーター・ボグダノヴィッチ監督が自ら買い戻した。最終的には81年に公開までこぎつけたが、それでも短期間の上映に留まってしまっている。
テレビ映画では1987年に『おしゃれ泥棒2』に最後の主演で出演した。出演を決めたのは、共演のロバート・ワグナーがヘプバーンが欠かさず見ていた『探偵ハート＆ハート』の出演者であり、グシュタードの別荘の隣に住んでおり、友人であり俳優としても好きだったからである。
ヘプバーンはスティーヴン・スピルバーグ監督の『E.T.』を公開時に見て感動していたので、スピルバーグから1989年の作品『オールウェイズ』の天使の役でのカメオ出演の依頼の手紙が来た時は喜んで引き受けた。そしてこれがヘプバーンの最後の出演映画となった。

### 1990年以降
それ以降、ヘプバーンが携わった娯楽関連の作品はわずかしかないが、非常に高く評価されており、ヘプバーンの死後ではあるが国際的な賞を受賞しているものもある。
ヘプバーンは指揮者のマイケル・ティルソン・トーマスに請われて1990年3月19日からアメリカの5つの都市と、91年にはロンドンでユニセフのための慈善コンサートを行った。それはヘプバーンが『アンネの日記』からの抜粋を朗読し、トーマスのオリジナルの管弦楽曲『アンネ・フランクの日記より』と合わせて全体を構成する試みだった。ヘプバーンはそれまでアンネ・フランクを演じる話を全て断っていたが、「今度は、私はアンネ・フランクを演じるのではなく、読むだけなのです。今でも彼女を演じようとは思いません。それはあの戦争の恐怖の中へ自分を押し戻すことだからです」と語っている。ロンドンの舞台に立つのは40年ぶりのことであり、これが最後となった。トーマスは1995年の4月と5月に再度コンサートをやって、きちんと録音することを望んだが、それは叶わなかった。「彼女は意に反してアンネ・フランクになりきっていた。ヴィデオ・テープが残っていないのが残念でならない」とトーマスは語っている。
PBSのテレビドキュメントシリーズ『オードリー・ヘプバーンの庭園紀行』は、1990年の春から夏にかけて撮影された、世界7か国の美しい庭園を紹介する紀行番組だった。本放送に先立って1991年3月に1時間のスペシャル番組が放送され、シリーズ本編の放送が開始されたのはヘプバーンが死去した翌日の1993年1月21日からだった。このテレビ番組で、ヘプバーンは死後に1993年のエミー賞の情報番組個人業績賞（Outstanding Individual Achievement – Informational Programming）を受賞した。
1992年5月には2つの録音を行なった。1つはラロ・シフリンが指揮をするサン＝サーンスの『動物の謝肉祭』で、ヘプバーンは「鳥」のナレーターをつとめた。もう1本の1992年に発売された子供向け昔話を朗読したアルバム『オードリー・ヘプバーン 魅惑の物語』では、グラミー賞の「最優秀児童向け朗読アルバム賞」を受賞した。ヘプバーンはグラミー賞とエミー賞をその死後に獲得した、数少ない人物の一人となっている。

## 私生活

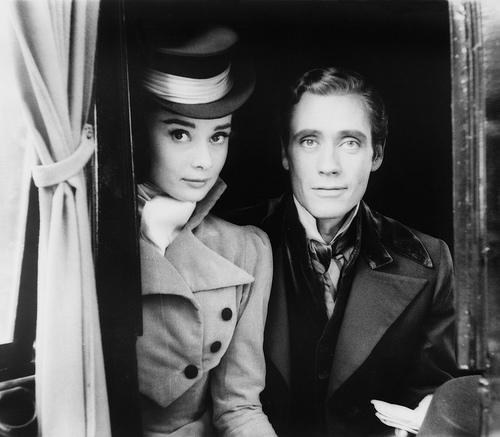
『戦争と平和』撮影中のヘプバーンとメル・ファーラー。1955年。

ヘプバーンは1949年に舞台『ソース・タルタル』で共演したフランス人の歌手、マルセル・ル・ボンに心惹かれ、初めて真剣な交際をした。マルセル・ル・ボンは『ソース・ピカント』の後にヘプバーンや舞台の仲間と新しいショーで巡業を計画したが頓挫、責任を感じてアメリカに逃げてしまった。ヘプバーンはこの新しいショーの為に、『素晴らしき遺産』では主要人物の役が割り振られていたが断っている。ショーの頓挫後、慌てて再度監督に会いに行ったが、既に配役が決まっており、ヘプバーンは残っていたシガレット・ガールの役を演じることになった。
1950年に『ラベンダー・ヒル・モブ』撮影直後にヘプバーンは男爵ジェイムズ・ハンソンと知り合いすぐに恋に落ち、1951年12月には婚約した。しかしながら、ウェディングドレスが出来上がり、日程も決まっていたにもかかわらず、この結婚は1952年『ローマの休日』撮影後に破談となった。二人の仕事があまりにも異なっており、ほとんどすれ違いの結婚生活になってしまうとヘプバーンが判断したためだった。当時のヘプバーンの言葉に「私は結婚するのなら「本当の」結婚がしたいのです」がある。
ヘプバーンは1952年撮影の『ローマの休日』で共演したグレゴリー・ペックとコラムニストに噂を書き立てられたが、傷つき怒ってこの噂を一蹴している。ヘプバーンは「多かれ少なかれ女優は主演男優に好意を抱くものですし、その逆の場合もあるでしょう。演じられているキャラクターを好きになった経験がある人には理解できると思います。珍しいことではありません。ただ、それは映画や舞台の上以上には進展させてはならない感情で、少なくとも私自身は今後もそれを実行していくつもりです」と語っている。後年、ヘプバーンは『ローマの休日』出演での最大の宝物はウィリアム・ワイラーとグレゴリー・ペックとの終生の友情だと語っている。
1953年撮影の『麗しのサブリナ』で、ヘプバーンと既婚だったウィリアム・ホールデンは恋愛関係にあったと言われている。ヘプバーンはホールデンとの結婚と子供を望んだが、ホールデンは病気のため精管を切除しており子供ができないことを告げられ、これによりヘプバーンが別れを切り出したと言われている 。『麗しのサブリナ』で共演したハンフリー・ボガートがヘプバーンに辛く当たっていたと言われているが、息子ショーンがヘプバーンに訊いてみたところ、関係は良かったと答えている。ただ、一人の女優としては認めてないと感じていたし、ボガートがそう言っている噂も耳にしていたとも言っている。ショーンがそんなのフェアじゃないと言うと「あの方がそう思う理由があったのよ」と息子を諌めている。

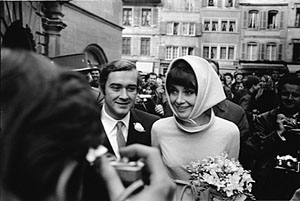
ヘプバーンとアンドレア・ドッティ

母エラが1953年7月に開いたパーティーで、ヘプバーンはグレゴリー・ペックに紹介されてアメリカ人俳優メル・ファーラーと出会った。ファーラーは「僕たちは劇場について話しはじめた。彼女は僕とグレゴリー・ペックが舞台を共同製作したこともある、ラ・ジョラ・プレイハウス・サマー劇場のことをとてもよく知っていた。僕が出ていた映画『リリー』は3回観たとも言っていた。別れ際に彼女は、僕と共演したいからいい作品があればぜひ声をかけて欲しいと言ってきた」と、ファーラーはこの出会いを振り返っている。ファーラーはヘプバーンの役を獲得するために奔走し、ブロードウェイ作品『オンディーヌ』の脚本をヘプバーンに送った。ヘプバーンはこの舞台への出演を承諾し、1954年1月1日から稽古が始まっている。出会い、共演し、そして愛し合うようになった二人は、1954年9月25日にスイスのビュルゲンシュトックで結婚した。二人の共演が決まっていた映画『戦争と平和』の撮影準備中のことだった。
結婚後ファーラーがヘプバーンを支配下に置き、自分のキャリアのための踏み台として彼女のキャリアを利用していると噂されるようになった。「一種の主人と奴隷の関係」と記事にされた時にはヘプバーンは激怒している。
ファーラーとの間の唯一の子供が誕生する以前に、1955年と1959年の二度にわたってヘプバーンは流産している。二度目の流産は『許されざる者』の撮影中に起こった落馬事故によるもので、投げ出されたヘプバーンは背中を4箇所骨折し、結局撮影終了後に流産してしまった。このことはヘプバーンにとって心身ともに大きな傷となった。その後間もなく妊娠したヘプバーンは、子供を無事に出産するために一年間仕事を休んでいる。そして1960年7月17日に二人の長男ショーン・ヘプバーン・ファーラーが生まれた。
それまでも何度かメル・ファーラーとの不仲の噂があったが、『マイ・フェア・レディ』撮影中から再び離婚説が囁かれた。
その後も1965年12月にヘプバーンは妊娠したが1966年1月には流産、1967年7月に再び流産した。
1967年7月22日、スペインの別荘に行くために空港に降り立ったオードリーをメルが迎えに行ったが、それまでとは違い一切写真を撮らせず、7月31日にはオードリーはスイスへ帰って行った。そしてヘプバーンとメルは1967年8月31日に別居を世界中に発表。二人の代理人は8月はじめには別居に同意していたと述べている。最終的に二人は1968年12月に離婚し、二人の結婚は14年間で終わりを告げた。その後ファーラーは長寿を保ったが、2008年6月に心不全のために90歳で死去している。

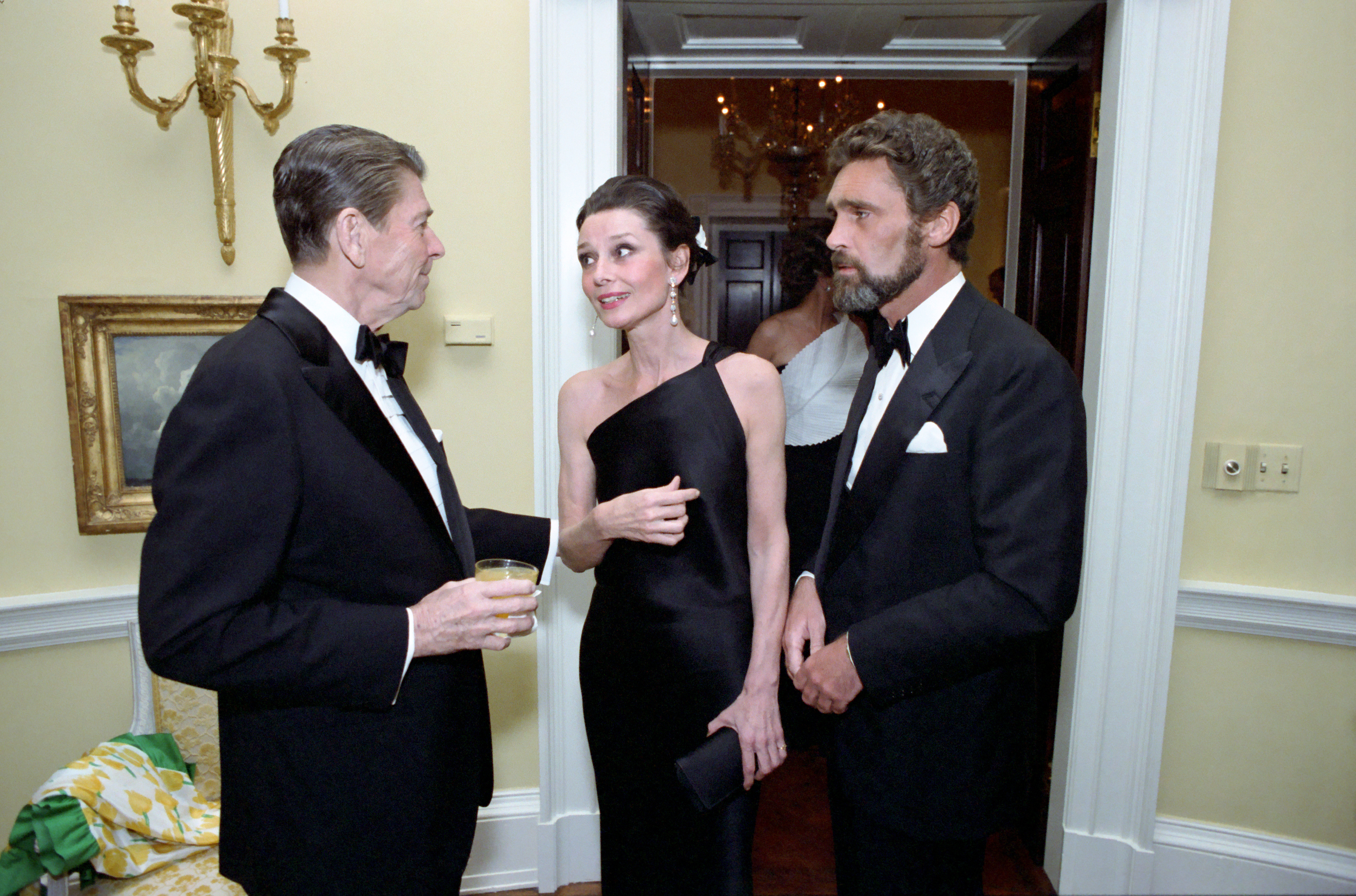
左から、当時のアメリカ合衆国大統領ロナルド・レーガン、ヘプバーン、オランダ人俳優ロバート・ウォルダース。1981年。

ヘプバーンは1965年にスイス、レマン湖地方、モルジュ近郊のトロシュナ村にある家屋「ラ・ペジブル」を購入。息子ショーンとの生活をはじめ、穏やかな生活を楽しみながら後半生を過ごした。その後、1968年6月ヘプバーンは船旅でイタリア人精神科医アンドレア・マリオ・ドッティと出会い、ギリシア遺跡を巡る旅行中にドッティに惹かれていった。当時40歳のヘプバーンと30歳のドッティは1969年1月18日に結婚し、1970年2月8日には帝王切開で男子ルカ・ドッティが生まれている。ルカを妊娠中のヘプバーンは日々の暮らしに非常に気を使い、「ラ・ペジブル」で数か月間、読書や庭いじりや絵を描いたりしながら過ごしていた。1974年にヘプバーンは再びドッティの子を身篭ったが流産している。ドッティはヘプバーンを愛し、前夫メル・ファーラーとの息子ショーンとの仲も良好だったが、若い女性と関係を持つようになった。ヘプバーンも1979年の映画『華麗なる相続人』の撮影中に、共演したベン・ギャザラと不倫の関係になっていた。ヘプバーンとドッティは1980年夏に離婚を決意、別居した。1982年に正式に離婚し、二人の結婚は13年で終わった。離婚したファーラーとの接触は徹底的に避けていたヘプバーンだったが、ドッティとは息子ルカの養育のことで離婚後も連絡を取り合った。ドッティは2007年10月に消化管内視鏡検査の合併症で死去している。
ドッティとの結婚生活が終わりを迎えようとしていた時期に、友人を介してオランダ人俳優ロバート・ウォルダースと知り合い、1980年から死去するまで恋愛関係にあった。ドッティとの離婚が成立するとヘプバーンとウォルダースは一緒に暮らし始めた。ウォルダースは妻マール・オベロンと死別していたが、ヘプバーンと正式に結婚することはなかった。ヘプバーンは1989年のアメリカ人ジャーナリストバーバラ・ウォルターズとのインタビューで、ウォルダースと暮らしたそれまでの9年間を人生で最良の日々と振り返っている。
1984年8月26日にスイスの自宅「ラ・ペジブル」で母エラが亡くなっている。ヘプバーンを厳しく育て、ヘプバーンの父ジョゼフと同じように愛情を表すのが苦手だった。『パリの恋人』で知り合って以来、脚本家のレナード・ガーシュは母エラと友達であったが、「エラは素晴らしいユーモアのセンスを持っていたし、オードリーもそうだった。残念なことに母と娘が一緒にユーモアを楽しむことがなかった」しかし「エラは娘を心から愛していた」と語っている。ロバート・ウォルダーズも「母親は感情を外に出すことができずに苦しんでいたのだと思う」「娘本人に対してはそれができなかった」と述べている。

## ユニセフ親善大使
1970年12月22日、ヘプバーンはジュリー・アンドリュースが司会を務めるユニセフの特別番組『愛の世界』に、当時住んでいたイタリアを代表して出演した。これが晩年に人生を捧げることになるユニセフへの最初の貢献だった。
1987年10月、オランダ大使としてポルトガルにいた従兄弟に、ポルトガルの植民地のマカオで開かれる国際音楽祭の来賓として招待され、ユニセフのポルトガル支部へのスピーチを依頼された。2分間のスピーチは全世界にテレビ放送され、ユニセフの活動に人々の目を向けさせることに成功した。これがユニセフのための本格的な活動の始まりだった。ヘプバーンはスピーチ後、ユニセフの職員と会って「もし私が必要とされるなら、ユニセフのために喜んで役に立ちたい」と自ら申し出た。
次にジュゼッペ・シノーポリ指揮で世界中の演奏家を集めたワールド・フィルハーモニック・オーケストラのチャリティコンサートが東京で行われるので、ヘプバーンは演奏前のスピーチをユニセフに依頼され、喜んで1987年12月に東京に向かった。
マカオと東京での成功後、各国のユニセフからの依頼が続々と舞い込み、1988年3月9日にユニセフ親善大使の依頼を引き受けることとなった。「私は全人生をこの仕事のためにリハーサルしてきて、ついに役を得たのよ」と言っている。
第二次世界大戦後にユニセフの前身の UNRRAに助けられ、その後女優として大きな成功を収められた経験から、残りの人生を最貧困国の恵まれない子供たちへの支援活動に充てることを決めたのである。ヘプバーンは多くの国々を訪れているが、言葉の面で苦労したことはほとんどなかった。東京のコンサートで初めて会い、後にヘプバーンの親友および世話役になる、ユニセフのジュネーヴ事務局の責任者クリスタ・ロートは「オードリーが持つ天性の才能で自分の仕事に生かしたものに語学がありました。（英語の他にも）フランス語、イタリア語、ドイツ語を話しますし、スペイン語も少々。オランダ語は当然です。ユニセフの活動をスポットで緊急に流さないといけないとき、すぐその場でオードリーがどの主要言語でもアナウンスを流してくれました」と語っている。
ヘプバーンのユニセフでの本格的な活動は、ユニセフ親善大使の任命の発表から2週間と経たない1988年3月のエチオピアへの訪問が最初だった。当時のエチオピアは軍事クーデターで大統領となった独裁者メンギスツ・ハイレ・マリアムと、反政府組織が内戦を繰り広げており、100万人を超える難民で疲弊しきった国だった。このエチオピアでヘプバーンは、ユニセフが食糧支援を行餓死寸前の子供たち500人を収容していたメケレの孤児院を慰問した。
ヘプバーンは1988年8月に、予防接種のキャンペーンのためにトルコを訪れ、10月には南米諸国を訪れた。ベネズエラとエクアドルをめぐったヘプバーンは「小さな山村やスラム街、貧民街にも水道が設置されています。これはユニセフによるちょっとした奇跡といってもいいでしょう。少年たちがユニセフから送られたレンガとセメントで自分たちの学校を立てているのも目にしました」と振り返っている。1989年2月には中米を訪問し、ホンジュラス、エルサルバドル、グアテマラでそれぞれの大統領と面会している。
同年4月にはロバート・ウォルダースとともに「ライフライン作戦」計画の一環としてスーダンを訪れた。当時のスーダンは内戦下にあり、援助団体からの食糧支援が途絶えており、この計画はスーダン南部へ食料を運びこもうとするものだった。さらに10月にヘプバーンとウォルダースはバングラデシュへ赴いた。国連の報道写真家、ジョン・アイザックは「身体中に蝿がたかった子供たちにしばしば出会ったが、彼女（ヘプバーン）はいやな顔一つせず彼らを抱きしめる。そんな光景は見たことがなかった。他の人間は躊躇したが、彼女は全く気にせずに手を差し伸べた。子供たちは吸い寄せられるように近づいてきて、彼女の手を握ったりまとわりついたりしてくるんだ。彼女はまるでハーメルンの笛吹きみたいだったよ」とそのときの様子を振り返っている。1990年10月にヘプバーンはベトナムを訪れ、ユニセフが支援する予防接種の普及と水道設備設置に協力した。
死去する4カ月前の1992年9月に、ヘプバーンはソマリアを訪問した。当時のソマリアは、以前ヘプバーンが心を痛めたエチオピアやバングラデシュを上回るほどの悲惨な状況にあった。それでもなおヘプバーンは希望を捨ててはいなかった。「政治家たちは子供たちのことにはまったく無関心です。でもいずれの日にか人道支援の政治問題化ではなく、政治が人道化する日がやってくるでしょう」。
1992年、ユニセフでの活動をたたえてアメリカ合衆国大統領ジョージ・H・W・ブッシュが、文民に与えられるアメリカ最高位の勲章である大統領自由勲章をヘプバーンに授与することとなった。しかしすでにヘプバーンは授与式には参加出来ず、メダルはヘプバーンが亡くなった後に届けられた。さらに映画芸術科学アカデミーが、人道活動への貢献をたたえてヘプバーンの死後にジーン・ハーショルト友愛賞を贈り、息子が代理として賞を受け取った。

## 死去

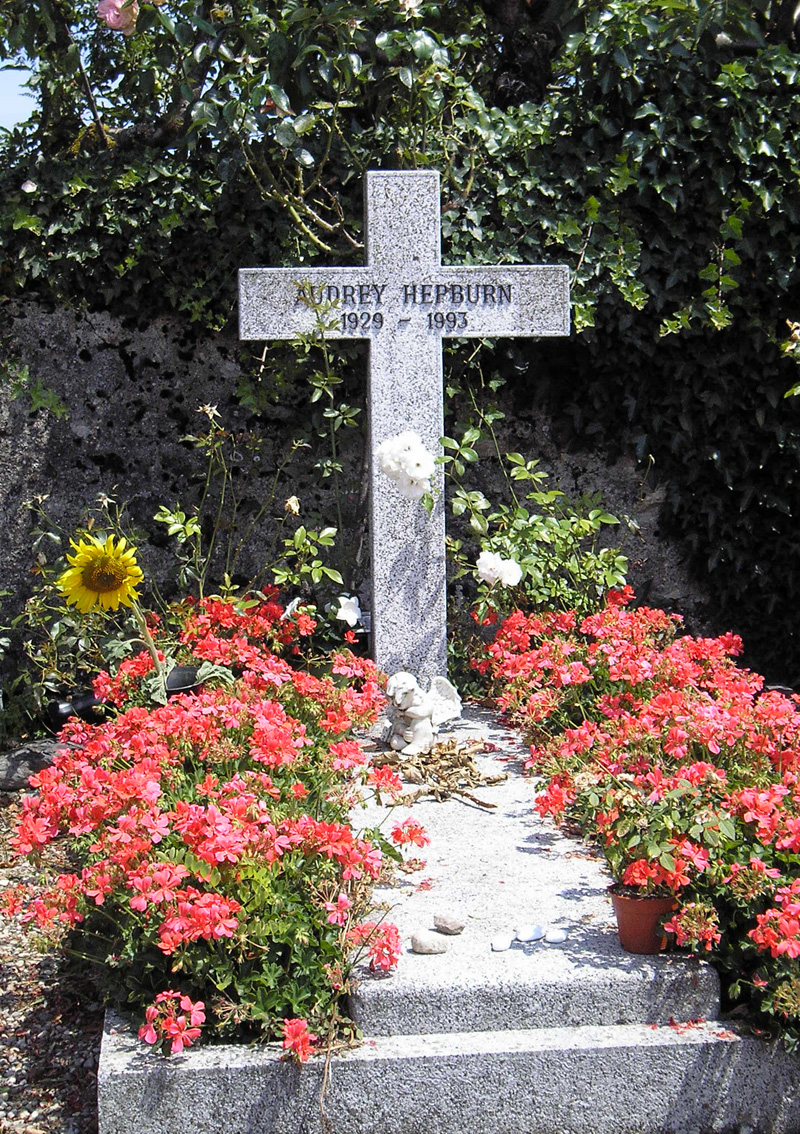
スイス・モルジュに近いトロシュナにあるヘプバーンの墓

### 癌の発見と手術
1992年9月終わり、ユニセフの活動で赴いていたソマリアからスイスの自宅へ戻ったヘプバーンは腹痛に悩まされるようになった。専門医の診察を受けたが原因がはっきりせず、10月に精密検査のためロサンゼルスに渡航した。10月末にシダーズ・サイナイ・メディカル・センターに入院し、腹腔鏡検査の結果、腹膜偽粘液腫であることが明らかとなった。5年ほどかけて成長した癌が転移しており、小腸をも薄く覆い尽くしていた。そして11月1日、手術が行われた。
病院の広報は「悪性の腫瘍は完全に切除され、どの臓器にも転移はない。」と語ったが、タブロイド紙の「ナショナル・エンクワイアラー」が手術室の誰かを買収して「彼女の癌は手の施しようがなく、あと3か月の命」だとセンセーショナルに報じた。ロバート・ウォルダース、息子のショーンとルカはヘプバーンは快方に向かいつつあると声明を出したが、ウォルダーズは「あの時だけは真実を語っていたのは彼らの方で、われわれは嘘をついていた。われわれが嘘をついたのは自分を力づけるためだった。」とのちに語っている。
術後は病室に家族や友人の他、エリザベス・テイラーやグレゴリー・ペックが何度も見舞いに来ていた。1週間後には退院し、「第二のホーム」と呼ぶヘプバーンの親友のコニー・ウォルドの家に移った。傷口が塞がってから抗がん剤フルオロウラシルとフォリン酸による化学療法が始まった。副作用もなく、1週間以内に再度化学療法を受けることになって家族は希望をつないでいた。しかし数日後腸閉塞になり、12月1日に再入院した。病院に戻る為にヘプバーンとショーンが準備をしていた時、本当は怯えていた心の内側を1度だけヘプバーンは見せて、「ああ、ショーン、たまらなく恐いの」と涙をいっぱいにたたえた目でショーンにしがみついて囁いた。同日再手術が行われたが、腫瘍が急激に広がりすでに手の施しようがなく、開腹したもののすぐに閉じたため1時間もせずに終了した。
ヘプバーンの余命がわずかであることを知らされた家族たちは、ヘプバーンの希望で、最後になるであろうクリスマスをスイスの自宅で過ごさせるために飛行機で送り返すことを決めた。しかしヘプバーンはかなり衰弱しており通常の国際便での旅には耐えられない状態だった。このことを知ったヘプバーンの衣装デザイナーで長年の友人だったユベール・ド・ジバンシィが、メロン財閥のポール・メロンの妻レイチェル・ランバート・メロンに頼んで、メロンが所有するプライベートジェット機をヘプバーンのために手配した。それを知ったヘプバーンは喜びと感謝で目が潤み、急いでショーンにジバンシィに電話を掛けさせたが、胸がいっぱいで言葉にならず、「ああ、ユベール…本当に感激だわ」と呟くのがやっとだった。電話を切ると、「あの方は、私が彼の人生のすべてだとおっしゃってくださったのよ！」と言って顔を輝かせた。
出発前日の12月19日に医師たちは、離陸時の気圧の変化に耐えられず腸の血管が破れ腹膜炎を起こす可能性があり、そうなると敗血症で1時間ともたないだろうと告げたが、ヘプバーンはビリー・ワイルダー夫妻やグレゴリー・ペック夫妻やジェームズ・スチュワートら親しい友人に会って最後の別れを告げた。ヘプバーンは痛みがものすごくひどいことを隠して、みんなの気持ちをひきたてようとしていた。帰りに夫人からそれを聞いたペックはグレープフルーツ大の塊が喉につかえた感じだったと語っている。
翌12月20日にロサンゼルスを出発。ジェット機には医師と看護師が付き添った。パイロットは非常にゆっくり高度を上げ、着陸時にもできるだけ気圧の変化が無いように少しずつ降下させていった。途中、グリーンランドで給油する必要があったため、危険性は2倍であった。ジュネーヴの滑走路に降りたとき「帰ってきたわ」とヘプバーンの顔は輝き、長男のショーンは、家に帰れたことがどれだけヘプバーンにとって重大な意味を持っていたか、そのとき知った。

### スイスで
クリスマス、食べることの出来なかったヘプバーンはみんなのディナーの後で苦労して2階から降りてきて、友人や家族にクリスマスプレゼントを渡した。ヘプバーンは買い物に出かけられないため、これまで持っていたスカーフ、セーター、ロウソクなどから一人一人に選んだものであったが、皆が感動した。そのあとヘプバーンはサム・レヴェンソンの「時の試練によって磨かれる美」の一部を息子のショーンとルカのために読んでいる。ロバート・ウォルダーズはヘプバーンが超人的な勇気を奮い起こして、ウォルダーズと子供達がヘプバーンを失うことに耐えられるよう助けようとしていると感じた。ウォルダーズは、その夜ヘプバーンが暗闇のベッドの中で「今年のクリスマスが今までで一番幸せだったわ」という声が、今も耳に残っている、と語っている。
スイスの自宅では、ヘプバーンは家族や友人に付き添ってもらって毎日庭に出て20分散歩するのが精神的な支えであったが、塀越しに隠し撮りしたり、ヘリコプターで上空からどこまでも追いかけてくるパパラッチのために諦めないといけないことがあった。ジバンシィがパリから来た時にも一緒に庭を散歩したが、10歩ごとに立ち止まって休まなくてはならなかった。ヘプバーンは最後の贈り物としてキルトのコートを買い、ジバンシィが帰り際にヘプバーンはそのうちのネイビー・ブルーのコートを贈った。軽く口づけし、「これを着たらわたしのことを思い出してね」と小声で言いながらジバンシィに渡した。1月17日にヘプバーンは最後の散歩をしている。ヘプバーンは死の2、3日前まで「わたしのために笑って」とウォルダーズに言っていた。
病が進行するにつれて次第に長い時間を眠って過ごすようになり、最後の2日間は一度に数分以上起きていられなかった。1993年1月20日の午後7時、ヘプバーンはスイスのトロシュナの自宅で、がんのために息を引き取った。
ヘプバーンの葬儀は、1993年1月24日にトロシュナの教会で執り行われた。ヘプバーンとメル・ファーラーの結婚式で牧師を務め、1960年に生まれた二人の息子ショーンの洗礼も担当したモーリス・アインディグエルがこの葬儀を取り仕切った。ユニセフからはサドルッディン・アガ・カーン皇太子が弔辞を述べ、高官たちがこの葬儀に加わっている。家族や友人、知人としては、ヘプバーンの息子たちや共に暮らしていたロバート・ウォルダース、異父兄イアン・クアレス・ファン・ユフォルト、元夫のアンドレア・ドッティとメル・ファーラー、ユベール・ド・ジバンシィ、アラン・ドロン、ロジャー・ムーアらが参列した。グレゴリー・ペック、エリザベス・テイラー、オランダ王室からは献花が届けられた。葬儀の後、ショーンが挨拶に立った。最後のクリスマスにヘプバーンが読んだサム・レヴェンソンの「時の試練によって磨かれる美」を読んだ後、最後に庭を散歩した時のことを語っている。「庭師のジョバンニがやって来てこう言いました。『奥様、よくおなりになったら枝を刈り込んだり花を植えたりするのを手伝ってくださいまし。』母はにっこり笑って答えました。『ジョバンニ、お手伝いするわ……でもこれまでとは違うやり方でね』」そしてヘプバーンはトロシュナを一望できる小高い丘の小さな墓地に埋葬された。

## エピソード
- 日本では1971年テレビCM（エクスラン・ヴァリーエ）[384]のコーディネートがきっかけで加藤タキとの交友が知られている[385]。
- ヘプバーンは3回来日している。1回目は1983年、友人ジバンシィのサロン開設30周年記念のショーのため。2回目は1987年、ユニセフ主催の両国国技館でのチャリティーコンサートでの前説のため。最後は1990年にテレビ番組『庭園紀行』の「日本の庭園」編撮影のため。
- ヘプバーンの名言として広くインターネットで拡散されている、

```
「魅力的な唇になるために、優しい言葉を話しなさい。
愛らしい瞳を持つためには、人の良いところを探しなさい
スリムな体型のためには、お腹を空かした人に食べ物を分けてあげなさい」

「大人になればきっと自分にも二つの手があることに気づくだろう。
一つは自分を支えるため、もう一つは誰かを助けるため」（翻訳は色々有り）
```

というのはオードリー・ヘプバーンの言葉ではない。これはサム・レヴェンソンの“Time Tested Beauty Tips（時の試練によって磨かれる美）”という詩をヘプバーンが気に入って、最後のクリスマスに息子たちに読み聞かせた、というのが誤っていつの間にかヘプバーンの言葉として広がってしまったものである。

## 後世の影響と評価
ヘプバーンの女優としての業績とその人間性は死後も長く伝えられている。米国映画協会が選定した「最も偉大な女優50選」でヘプバーンは第3位になっている。ハリウッドから遠ざかった晩年においても、ヘプバーンは映画界で存在感を放っていた。1991年にはリンカーン・フィルム・ソサエティから表彰を受け、アカデミー授賞式では何度もプレゼンターを務めている。ヘプバーンが死後に受けた賞としては、1993年のジーン・ハーショルト友愛賞、グラミー賞、エミー賞などがある。
ヘプバーンは生前、自伝を書くように多くの出版社から求められたが、「人間はほかの多くの人との関わりの中で生きているのだから、必然的に他人についても語らなくてはいけません。そんなことをする権利は私にはないし、するつもりもありません」としてそのたびに断っている。ヘプバーンの死後、奔流のように他人が書いた伝記本が発売されたが、書籍によって内容が凄まじく異なっている。中にはヘプバーンに直接インタビューをした「公認の伝記」と偽って出されたものまであるが、ウォルダーズは「オードリーが話をしたことは絶対に無い」「詳細な記録もつけているし、泊まったホテルの電話の記録まで取り寄せた。その時期にはヘプバーンには死期が迫っていた」と語り、息子二人とウォルダーズに訴訟を起こされたものまである。

### 広告媒体
ヘプバーンの映像は、世界中の広告媒体に使用されている。
ヘプバーンは世界で唯一日本においてのみ、新しく撮り下ろしたテレビCMに出演した。1971年（日本エクスラン工業のエクスラン・ヴァリーエ）・82年（株式会社ワールドの銀座リザ）と2度も出演している。海外では放送されておらず、日本でのみ放送された。
既存のフィルムを使うものとしては、2000年〜2001年に『ローマの休日』のモノクロフィルムを着色してデジタル化された映像がキリンの午後の紅茶のCMに採用されていたほか、2005年〜2007年には三井住友銀行が、インターネットを利用した銀行サービスや女性顧客向けの総合口座サービスのCMキャラクターにヘプバーンを起用していた。このCMは、ヘプバーンが出演した映画から有名な場面を抜き出し、宣伝する商品に合うような日本語の台詞を吹き込む形式を取っている。この吹替を担当した声優がヘプバーンの映画作品でヘプバーンの声を多く担当した池田昌子だった。その他多くの企業がオードリー・ヘプバーンを使用している。
アメリカでは『パリの恋人』でヘプバーンが踊るシーンが、AC/DCの曲『バック・イン・ブラック』とともに衣料メーカのGAPのCMに採用された。GAPはオードリー・ヘプバーン子供基金に多額の献金をしている。2013年には、3DCG制作されたヘプバーンの映像が、イギリス製チョコレートのギャラクシーの広告に使用された。

### ファッション・アイコンとして

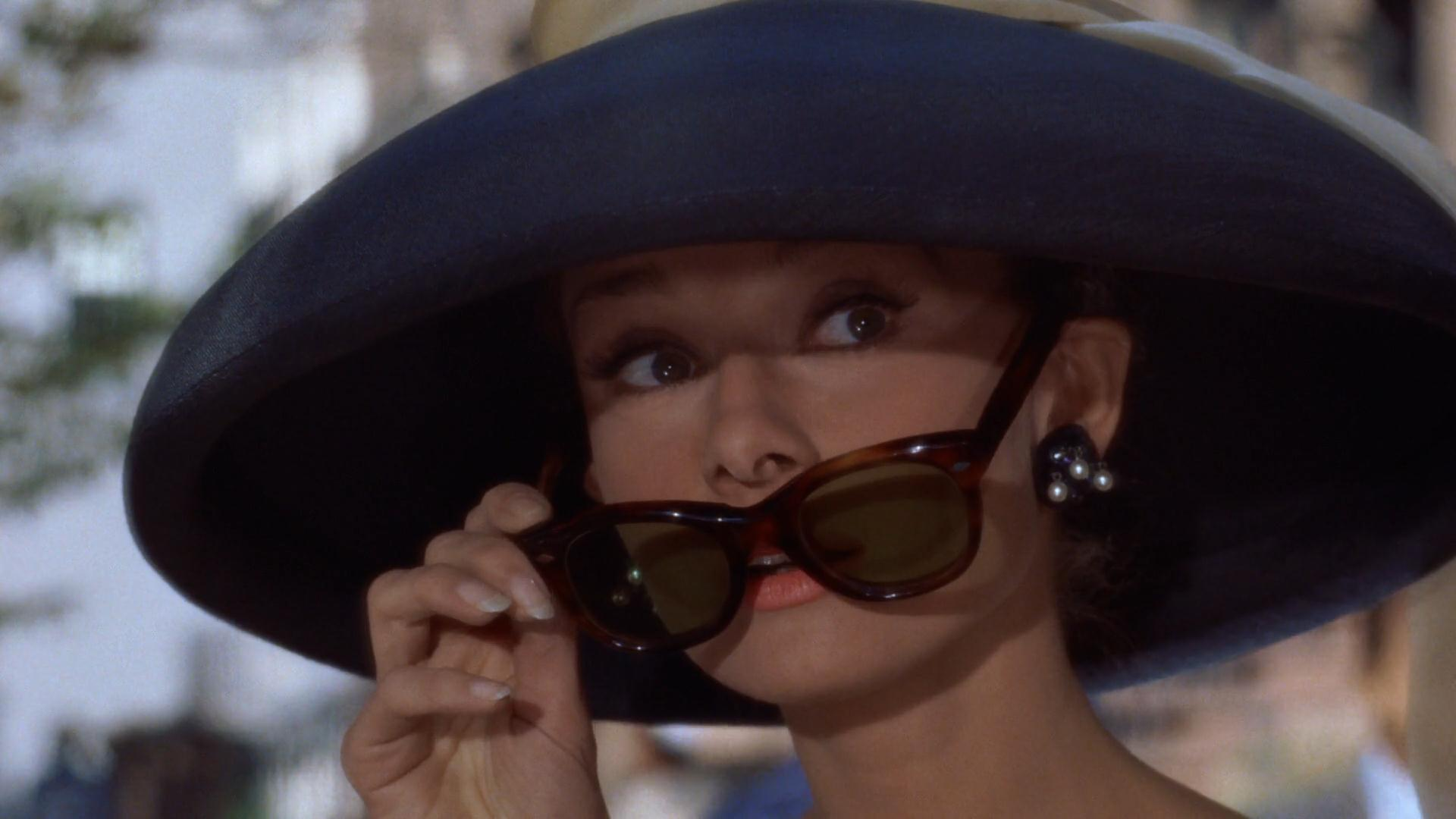
『ティファニーで朝食を』（1961年公開）のヘプバーン。

ヘプバーンは1961年にインターナショナル・ベスト・ドレッサーに選ばれて殿堂入りしており、死後においてもファッション界から敬意を払われている。アメリカの通信販売大手QVCによる「20世紀最高の美女」を決めるアンケート調査（女性2000人を対象に実施）と、飲料水エビアンを発売するダノンによる「史上最高の美女」の調査アンケートで、ともに1位となった。当時のハリウッドでもてはやされていた、マリリン・モンローやジェーン・マンスフィールドといった豊満な女優たちとは異なり、ヘプバーンは大きな瞳をもつ細身で優雅な女優だった。映画監督ビリー・ワイルダーは「この女性が大きな胸を過去の遺物としてしまうだろう」と言った。
しかしヘプバーンは自分が魅力ある女性だとは思っていなかった。痩せ過ぎで、鼻筋がまっすぐではなく、足が大きすぎると悩んでいたそれ以外にも歯並びが悪く、鼻孔が広いのを気にしていた。「映画の仕事をするなんて思ってもみなかったわ。こんな顔なのに」とヘプバーンは言っていた。だから目をかけてもらうだけでもありがたいと感謝し、時間を遵守し、セリフは完璧に覚え、周囲の人たちへの礼儀と尊敬を忘れなかった。
ヘプバーンはその生涯を通じてファッション界に刺激を与え、死後も影響を及ぼし続けている。ヘプバーンが現代ファッションに及ぼした影響は飛び抜けており、デザイナーのマイケル・コースは「今のファッションを、女性たちは当然のように思って着ているが、もしオードリー・ヘプバーンがいなかったら、そういった服を今着てはいないだろう」と述べている。

### ユベール・ド・ジバンシィ
ヘプバーンのイメージを作りあげたのは、ファッションデザイナーのユベール・ド・ジバンシィがデザインした洋服だった。ジバンシィがヘプバーンのドレスを最初にデザインしたのは、1954年の映画『麗しのサブリナ』からである。衣装はイーディス・ヘッドの担当だったが、監督のビリー・ワイルダーは、パリで美しく変貌を遂げたサブリナの衣装は、パリのマネキンが着るような最新モードであるべきだと考え、ジバンシィのサロンで自分で直接買い付けるようヘプバーンをフランスに送り出した。
パラマウントの関係者から、「ヘプバーン」という女優が今パリに来ており、次の映画で使う衣装を探していると言われたジバンシィは、その名前から、憧れの大女優キャサリン・ヘプバーンだと思い込み、大喜びでアポイントメントを受けた。そのためオードリーと初めて顔を合わせたジバンシィは失望し、秋冬コレクション前で空いている時間がほとんどないため衣装を新たに作る時間はないとヘプバーンに答えている。それでもジバンシィは「すでにある服を試して衣装としてふさわしいならなんとかなるかもしれません」と答えた。ヘプバーンはそれを受け入れ、1953年春夏コレクションの中から最終的に3つのドレスとそれに合わせた帽子を選びだし、パリ・コレクションの一流モデルに合わせて作られたドレス（ウエスト50.8cm）を着こなしてみせた。その後もヘプバーンは彼がデザインした多くの洋服を着こなし、そのファッションスタイルはジバンシィの名とともに世界的に高く評価された。二人の友情と協力関係はヘプバーンが死去するまで続いた。
後年、ジバンシィはヘプバーンから「あなたの作ってくれたブラウスやスーツを着ていると、服が私を守ってくれている気がするわ」と言われて感激したと話している。ジバンシィは『麗しのサブリナ』以降も『パリの恋人』、『昼下りの情事』、『ティファニーで朝食を』、『パリで一緒に』、『シャレード』、『おしゃれ泥棒』、『華麗なる相続人』、『おしゃれ泥棒2』でヘプバーンの衣装を担当した。ジバンシィはヘプバーンとの35年にわたる交友で「彼女（ヘプバーン）の身体のサイズは、1インチとして変わらない」と述べている。ジバンシィはヘプバーンの生涯を通じての友人、理解者であり、ヘプバーンはジバンシィにとって芸術のミューズだった。ジバンシィは「ランテルディ」という香水をヘプバーンのために調合している。

### リチャード・アヴェドン
ジバンシィと同様に、著名なファッションカメラマンのリチャード・アヴェドンにとってもヘプバーンはミューズだった。アヴェドンが撮影したヘプバーンの顔のクローズアップ写真は、国際的に有名になった。この写真にはヘプバーンの特徴である眼差し、眉、口元が見事に映し出されていた。アヴェドンはヘプバーンについて「カメラの前に立ったときのオードリー・ヘプバーンの天性の素晴らしさには永遠に圧倒され続けるだろう。私には彼女の更なる魅力を引き出すことはできない。彼女はただそこに在り、私はそれを記録するのがやっとだ。何も付け加えることができない素晴らしい女性といえる。彼女の存在それ自身が完璧な肖像写真だ」と語っている。

### サルヴァトーレ・フェラガモ
イタリアの靴デザイナーであるサルヴァトーレ・フェラガモとは1954年から親交があり、ヘプバーンの足の木型は現在でもフィレンツェのサルヴァトーレ・フェラガモ博物館が所蔵している。1999年にはそのフェラガモ博物館で「オードリー・ヘプバーン：私のスタイル（Audrey Hepburn, a woman, the style）」と銘打った展示会が開かれ、2000年〜2001年には日本各地を巡回した。この展示会はヘプバーンの映画や私生活での衣装や靴、写真などが大量に展示される大規模な展示会だった。フェラガモは虐待児童をケアするオードリー・ヘプバーン・チルドレンズ・ハウスを作る資金を集めると発表し、この展示会の収益もこれに充てられた。（2004年〜2009年には息子ショーンによって、「timeless audrey」展という大規模な展示会も世界で開かれた。こちらも世界に先駆けて2004年〜2005年に日本全国を巡回している。）

### ヴァレンティノ・ガラヴァーニ
ヘプバーンがドッティと結婚していてローマに住んでいた70年代、ジバンシィでは高価すぎるので、友人に頼んでイタリアの当時新進気鋭のデザイナー、ヴァレンティノ・ガラヴァーニを紹介してもらい、友人となっている。日本のCM「エクスラン・ヴァリーエ」に出演した時や、『ロビンとマリアン』のポスターやパンフレットで着ていた衣装はヴァレンティノのものである。後年、ヴァレンティノのデビュー25周年の展示会で使うために、ヘプバーンのために作られた衣装を貸したところ、「こんなに大切に扱ってくれたのは貴方だけだ。新品のようだね」とヴァレンティノに言われて、ヘプバーンはずっと誇りに思っていたという。

### ラルフ・ローレン
ヘプバーンは晩年にはラルフ・ローレンの服も多用しており、『庭園紀行』の企画が持ち込まれたとき、衣装で相談したのもローレンだった。「夜はジバンシィを着るのが好きだけど、昼間はあなたのスポーティーな衣装の方がいいわ」とローレンに言っている。1991年、リンカーン・センター映画協会の「オードリー・ヘプバーンをたたえる夕べ」で、ラルフ・ローレンはファションに及ぼしたヘプバーンの並外れた影響力について話している。「オードリー・ヘプバーンの名はあらゆる雑誌編集者やファションに従事するものによって、おそらく絶えず口にされているはずです。“すごくオードリーだ！”という形で」「こういう表現をオードリーが聞いたことがあるかどうかわかりませんが、ジバンシィは聞いたことがあるはずです」と述べて喝采を浴びた。

### 衣装
2006年12月5日に、『ティファニーで朝食を』のためにジバンシィがデザインしたリトル・ブラックドレスがクリスティーズのオークションにかけられた。落札予想額は70,000ポンドだったが、最終的にはその7倍近い467,200ポンド（約92万ドル）で落札された。映画由来の衣装についた価格としては当時最高額だったが、マリリン・モンローが『七年目の浮気』で着用した、地下鉄の通気口からの風でまくれ上がった「サブウェイ・ドレス」が2011年6月に460万ドルで売却されてヘプバーンの記録を更新している。このヘプバーンのドレスの収益金は、インドの恵まれない子供たちを救済するチャリティー基金に寄付された。基金の責任者は「私は涙を禁じえません。伝説的とも言える女優が着用した衣装がレンガやセメントの購入資金となり、世界中の貧しい子供たちが通える学校を建てられることになるとは、本当に信じられない気持ちです」と述べた。しかしながら、このクリスティーズのオークションに出品されたドレスは、ヘプバーンが『ティファニーで朝食を』で着用したドレスではなかった。『ティファニーで朝食を』のオープニングシーンの為にジバンシィが3着の同じドレスを用意したが、ジバンシィのデザインはサイドに深いスリットが入っていたためヘプバーンの映画には不適として、パラマウントでイーディス・ヘッドによってスリットの無い複製が作られることとなった。実際にヘプバーンが着用したドレスは撮影後に廃棄され、現存していない。
2009年12月にもロンドンでヘプバーンが映画で使用した衣装のオークションが開催され、60,000ポンドの価格がついた『おしゃれ泥棒』で着用した黒のカクテルガウンなど、総額270,200ポンド（437,000ドル）で落札された。そしてオークションの収益金のうち半分が、オードリー・ヘプバーン子供基金とユニセフが共同で行っている学童支援活動に寄付された。

## 出演作品
| 年   | 題名 | 役名                                                            | 備考 |
| ---- | --- | --------------------------------------------------------------- | --- |
| 1948 | オランダの七つの教訓 Nederlands in Zeven Lessen                                                                   | オランダ航空のスチュワーデス                                    | オランダ語版79分、英語版39分 日本未公開、全世界でビデオ・DVD未発売 |
| 1951 | 若気のいたり One Wild Oat                                                                                         | ホテルの受付嬢                                                  | 端役 日本未公開、日本ではビデオ・DVD未発売 |
| 1951 | 素晴らしき遺産 Laughter in Paradise                                                                               | 煙草売り                                                        | 端役。ヘプバーンが英国で撮った最初の作品。公開は『若気のいたり』の後になった 日本未公開 |
| 1951 | ラベンダー・ヒル・モブ The Lavender Hill Mob                                                                      | チキータ                                                        | 端役 日本未公開（1975年8月5日に東京国立近代美術館のフィルムセンターで1日だけ特別上映、2019年6月15日に『オードリー・ヘプバーン映画祭』で109シネマズ二子玉川にて1回のみ特別上映） |
| 1951 | 若妻物語 Young Wives' Tale                                                                                        | イヴ・レスター                                                  | クレジットの7番目に登場 日本未公開（2019年6月14日に『オードリー・ヘプバーン映画祭』で109シネマズ二子玉川にて1回のみ特別上映） |
| 1952 | 初恋 Secret People                                                                                                | ノラ・ブレンターノ                                              | メインタイトルの3番目、エンド・クレジットの4番目に登場 |
| 1952 | モンテカルロへ行こう （フランス語版） Nous irons à Monte Carlo モンテカルロ・ベイビー （英語版） Monte Carlo Baby | メリッサ・ウォルター（フランス語版） リンダ・ファレル（英語版） | 英語版とフランス語版の二種類が製作された。 配役と上映時間（フランス語版102分、英語版79分）はそれぞれで違う。 ヘプバーンの衣装はクリスチャン・ディオール 日本未公開、英語版は全世界でビデオ・DVD未発売                                                                                         |
| 1953 | ローマの休日 Roman Holiday                                                                                        | アン王女（アーニャ・スミス）                                    | アカデミー賞 主演女優賞受賞 英国アカデミー賞 英国女優賞受賞 ゴールデングローブ賞 主演女優賞（ドラマ部門）受賞 ニューヨーク映画批評家協会賞 主演女優賞受賞 |
| 1954 | 麗しのサブリナ Sabrina                                                                                            | サブリナ・フェアチャイルド                                      | アカデミー賞 主演女優賞ノミネート 英国アカデミー賞 英国女優賞ノミネート ニューヨーク映画批評家協会賞 女優賞ノミネート |
| 1956 | 戦争と平和 War and Peace                                                                                          | ナターシャ・ロストワ                                            | 英国アカデミー賞 英国女優賞ノミネート ゴールデングローブ賞 主演女優賞（ドラマ部門）ノミネート ニューヨーク映画批評家協会賞 女優賞ノミネート |
| 1957 | パリの恋人 Funny Face                                                                                             | ジョー・ストックトン                                            | 最初のミュージカル映画作品 |
| 1957 | 昼下りの情事 Love in the Afternoon                                                                                | アリアーヌ・シャバス                                            | ゴールデン・ローレル賞（Laurel Awards）女性コメディ演技賞受賞 ゴールデングローブ賞 主演女優賞（ミュージカル・コメディ部門）ノミネート ニューヨーク映画批評家協会賞 女優賞ノミネート |
| 1959 | 緑の館 Green Mansions                                                                                             | リマ                                                            | 「尼僧物語」よりも撮影は後だった |
| 1959 | 尼僧物語 The Nun's Story                                                                                          | シスター・ルーク（ガブリエル・ヴァン・デル・マル）              | 英国アカデミー賞 英国女優賞受賞 ニューヨーク映画批評家協会賞 女優賞受賞 サン・セバスティアン映画祭女優賞受賞 ダヴィッド・ディ・ドナテッロ賞外国女優賞受賞 アカデミー賞 主演女優賞ノミネート ゴールデングローブ賞 主演女優賞（ドラマ部門）ノミネート ゴールデン・ローレル賞女性ドラマ演技賞2位 |
| 1960 | 許されざる者 The Unforgiven                                                                                       | レイチェル・ザカリー                                            | 唯一の西部劇映画 |
| 1961 | ティファニーで朝食を Breakfast at Tiffany's                                                                       | ホリー・ゴライトリー                                            | ダヴィッド・ディ・ドナテッロ賞外国女優賞受賞 アカデミー賞 主演女優賞ノミネート ゴールデングローブ賞 主演女優賞（ミュージカル・コメディ部門）ノミネート ゴールデン・ローレル賞女性コメディ演技賞3位                                                                                            |
| 1961 | 噂の二人 The Children's Hour                                                                                      | カレン・ライト                                                  | ゴールデン・ローレル賞女性ドラマ演技賞4位 |
| 1963 | シャレード Charade                                                                                                | レジーナ・ランパート                                            | 英国アカデミー賞 英国女優賞受賞 ゴールデングローブ賞 主演女優賞（ドラマ部門）ノミネート ゴールデン・ローレル賞女性コメディ演技賞3位 |
| 1964 | パリで一緒に Paris When It Sizzles                                                                                | ガブリエル・シンプソン／ ギャビーの二役                         | 「シャレード」よりも撮影は先だった |
| 1964 | マイ・フェア・レディ My Fair Lady                                                                                 | イライザ・ドゥーリトル                                          | ダヴィッド・ディ・ドナテッロ賞外国女優賞受賞 ゴールデングローブ賞 主演女優賞（ミュージカル・コメディ部門）ノミネート ニューヨーク映画批評家協会賞 女優賞ノミネート ゴールデン・ローレル賞女性コメディ演技賞3位                                                                                |
| 1966 | おしゃれ泥棒 How to Steal a Million                                                                               | ニコル・ボネ                                                    | |
| 1967 | いつも2人で Two for the Road                                                                                      | ジョアンナ・ウォレス                                            | ゴールデングローブ賞 主演女優賞（ミュージカル・コメディ部門）ノミネート |
| 1967 | 暗くなるまで待って Wait Until Dark                                                                                | スージー・ヘンドリクス                                          | アカデミー賞 主演女優賞ノミネート ゴールデングローブ賞 主演女優賞（ドラマ部門）ノミネート ニューヨーク映画批評家協会賞 女優賞ノミネート ゴールデン・ローレル賞女性ドラマ演技賞3位 |
| 1976 | ロビンとマリアン Robin and Marian                                                                                 | レディ・マリアン                                                | |
| 1979 | 華麗なる相続人 Bloodline                                                                                          | エリザベス・ロフ                                                | 唯一のR指定作品 |
| 1981 | ニューヨークの恋人たち They All Laughed                                                                           | アンジェラ・ニオティーズ                                        | 日本未公開。日本ではビデオのみ発売 |
| 1989 | オールウェイズ Always                                                                                             | 天使ハップ                                                      | |

| 年   | 題名                                                                      | 配役                             | Notes |
| ---- | ------------------------------------------------------------------------- | -------------------------------- | --- |
| 1951 | サンデー・ナイト・シアター Sunday Night Theatre                           | セリア                           | エピソード "The Silent Village"                                                                                           |
| 1952 | トースト・オブ・ザ・タウン Toast of the Town                              |                                  | 2月10日放送。『九日間の女王（レディ・ジェーン）』のジェーン・グレイを演じる。                                             |
| 1952 | CBSテレビジョン・ワークショップ CBS Television Workshop                   | 本人                             | 4月13日放送。 エピソード "Rainy Day at Paradise Junction"                                                                 |
| 1952 | トースト・オブ・ザ・タウン Toast of the Town                              |                                  | 5月25日放送。後に『マイ・フェア・レディ』で共演するレックス・ハリスンと初共演。『1000日のアン』のアン・ブーリンを演じる。 |
| 1957 | マイヤーリング Mayerling                                                  | マリー・フォン・ヴェッツェラ     | アメリカのNBCが制作したテレビ映画 日本では2014年1月4日から劇場公開された                                                  |
| 1970 | 愛の世界 A World of Love                                                  | 本人                             | 12月22日放送。ジュリー・アンドリュースが司会を務めるユニセフのドキュメンタリー。ヘプバーンがユニセフに関わった最初のもの  |
| 1987 | おしゃれ泥棒2 Love Among Thieves                                          | 男爵夫人キャロライン・デュラック | テレビ映画 |
| 1993 | オードリー・ヘプバーンの庭園紀行 Gardens of the World with Audrey Hepburn | 進行                             | エミー賞 情報番組個人業績賞                                                                                               |
| 1993 | Audrey Hepburn: In Her Own Words                                          | 本人                             | ユニセフのドキュメンタリー（DVDのみの発売）                                                                               |

| 年          | 作品名                                                  | 配役           | 劇場名                                                   | Notes |
| ----------- | ------------------------------------------------------- | -------------- | -------------------------------------------------------- | --- |
| 1948 - 1949 | ハイ・ボタン・シューズ High Button Shoes                | コーラスガール | ロンドン・ヒッポドローム劇場 London Hippodrome           | 1948年12月22日初演、全291回公演 |
| 1949        | ソース・タルタル Sauce Tartare                          | コーラスガール | ケンブリッジ・シアター                                   | 1949年5月18日初演 |
| 1950        | ソース・ピカンテ Sauce Piquante                         | 主役級         | ケンブリッジ・シアター                                   | 1950年4月27日初演 |
| 1951 - 1952 | ジジ Gigi                                               | ジジ           | フルトン・シアター Fulton Theatre                        | 1951年11月24日初演、1952年5月31日終演 シアター・ワールド賞受賞 |
| 1952 - 1953 | ジジ Gigi                                               | ジジ           | アメリカ各地                                             | アメリカ巡業公演 1952年10月13日にピッツバーグで開幕、1953年5月16日にサンフランシスコで閉幕 その他、ボストン、クリーヴランド、シカゴ、デトロイト、ワシントン、ロサンゼルスで上演 |
| 1954        | オンディーヌ Ondine                                     | オンディーヌ   | リチャード・ロジャース・シアター Richard Rodgers Theatre | 1954年2月18日初演、1954年6月26日終演 トニー賞 最優秀演劇女優賞受賞 |
| 1990        | アンネ・フランクの日記より From the Diary of Anne Frank | 朗読           | アメリカ各地                                             | 1990年3月19日〜25日 マイケル・ティルソン・トーマス作曲・指揮、ニューワールド交響楽団演奏。 フィラデルフィア、マイアミ、シカゴ、ヒューストン、ニューヨークで上演。               |
| 1991        | アンネ・フランクの日記より From the Diary of Anne Frank | 朗読           | ロンドン                                                 | 1991年5月 マイケル・ティルソン・トーマス作曲・指揮、ロンドン交響楽団演奏（レナード・バーンスタインの助言によりフィナーレがアメリカ版から手直しされた）                          |

| 放送年    | 商品名                 | 備考 |
| --------- | ---------------------- | --- |
| 1971-1972 | エクスラン・ヴァリーエ | 撮影は1971年5月。当時ヘプバーンが住んでいたローマ近郊で撮影された。日本エクスラン工業がかつて販売していたウィッグのCM。 ACC CMフェスティバル（第12回テレビフィルムCM部門秀作賞）受賞。 |
| 1982      | 銀座リザ               | ワールドの旗艦店「銀座リザ」立ち上げの際に製作。 |

## 受賞
『the audrey hepburn treasures』には巻末にヘプバーンが受賞、あるいはノミネートされた賞や名誉が117掲載されている。詳細は『オードリー・ヘプバーンの受賞リスト』を参照。